# 兵庫 (佐賀市)
兵庫（ひょうご）は、佐賀県佐賀市の兵庫町（ひょうごまち）、兵庫南（ひょうごみなみ）、兵庫北（ひょうごきた）からなる地域で、佐賀市中心部の真東から北東にかけて位置する。1889年（明治22年）から1954年（昭和29年）まで佐賀郡兵庫村。1954年からは佐賀市兵庫町。その後住居表示により兵庫南と兵庫北が分立した。住所は、兵庫町の大字である若宮（わかみや）、瓦町（かわらまち）、渕（ふち）、西渕（にしぶち）、藤木（ふじのき）と、住居表示が行われている兵庫南1丁目から4丁目、兵庫北1丁目から7丁目。

## 地理

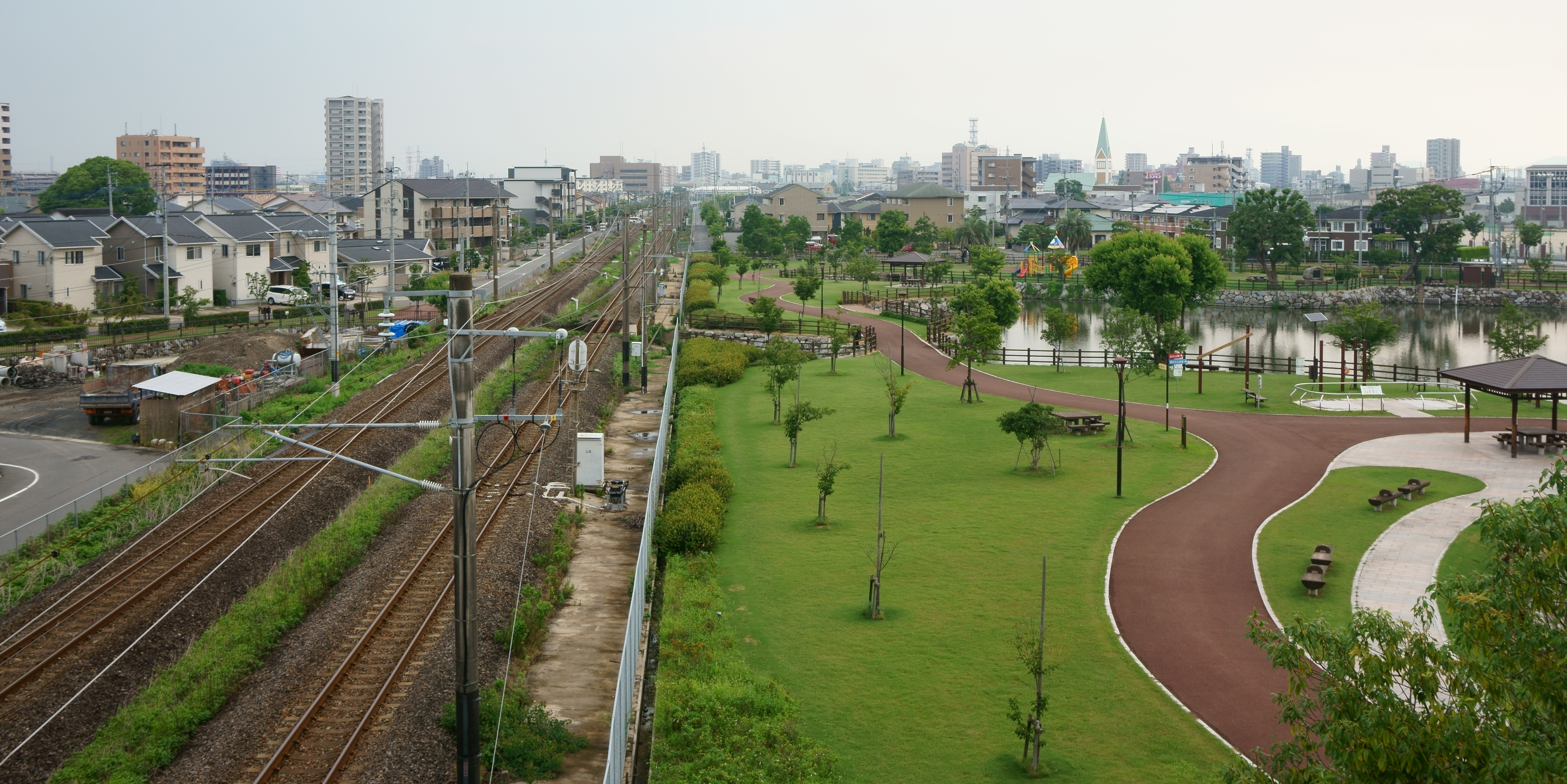
兵庫北の住宅街と「とんぼの池公園」。左側を奥に向かって伸びるのはJR長崎本線線路。県道の西渕跨線橋（とんぼ橋）から。

佐賀市域の東部に位置する東西約5km・南北約5km、面積10.328km2の町で、東は神埼市の神埼町姉川・千代田町境原に接する。南は佐賀市巨勢町、西は同神野町、北西は同高木瀬町、北は同金立町・久保泉町。
佐賀平野の中央部にあり、起伏がなく平坦な地形。北部の最高点で標高約5m、南に緩やかに傾斜しているものの、町内の標高差は1m未満。
町の中央を筑後川水系の巨勢川（こせがわ）が南へ流れる。また、かつては水田の間を走る複雑な形状の堀（クリーク）が多いことが特徴だったが、ほとんどが圃場整備により整理・直線化され、公園として保存されたものなどが僅かに残っている。
町内各地区を概説する。瓦町と若宮は巨勢川の東に位置し、瓦町は北半分、若宮は南半分を占める。渕は巨勢川西岸に位置し南北に長い。西渕は渕の北西、藤木は渕の西に位置する。概ね国道34号（北部バイパス）より南側かつ県道333号（東部環状線）より西側の地域、および県営兵庫団地より南側の地域は、住居表示が行われている。県道294号より南側が兵庫南、北側が兵庫北となっている。
かつては全域に水田が広がる農村地帯だったが、幹線道路沿いや佐賀市街に隣接する地域で市街化が進んできた。さらに、兵庫北や兵庫南は1988年から2014年にかけて区画整理が行われた。地図を見ると、兵庫北や兵庫南は住宅街や事業所・商業施設が連なる一方、このほかの地域では幹線道路沿いを除くと田んぼが広がる。

### 地区と世帯数・人口
| 年               | 人口   |
| ---------------- | ------ |
| 1878（明治11）年 | 3,984  |
| 1914（大正03）年 | 5,038  |
| 1920（大正09）年 | 4,315  |
| 1930（昭和05）年 | 4,346  |
| 1940（昭和15）年 | 4,288  |
| 1950（昭和25）年 | 5,403  |
| 1960（昭和35）年 | 5,267  |
| 1970（昭和45）年 | 6,571  |
| 1980（昭和55）年 | 6,691  |
| 1990（平成02）年 | 6,031  |
| 2000（平成12）年 | 10,362 |
| 2010（平成22）年 | 13,599 |
| 2015（平成27）年 | 14,810 |
| 2020（令和2）年  | 15,368 |

出典:1878, 1914, 1920-2010, 2015, 2020
| 地区名         | 面積 km2 | 世帯数 | 人口   | 人口密度 人/km2 |
| -------------- | -------- | ------ | ------ | --------------- |
| 兵庫町大字渕   | 2.422*   | 504    | 1,629  | 673*            |
| 兵庫町大字西渕 | 0.401*   | 102    | 311    | 776*            |
| 兵庫町大字藤木 | 0.331*   | 392    | 1149   | 3471*           |
| 兵庫町大字瓦町 | 2.427*   | 283    | 721    | 297*            |
| 兵庫町大字若宮 | 3.228*   | 345    | 975    | 302*            |
| 兵庫南1丁目    | 0.277*   | 613    | 1,509  | 5,448*          |
| 兵庫南2丁目    | 0.196    | 515    | 1,211  | 6,179           |
| 兵庫南3丁目    | 0.150    | 474    | 1,132  | 7,547           |
| 兵庫南4丁目    | 0.196    | 270    | 653    | 3,332           |
| 兵庫北1丁目    | 0.187*   | 651    | 1,614  | 8,631*          |
| 兵庫北2丁目    | 0.256*   | 835    | 1,575  | 6,152*          |
| 兵庫北3丁目    | 0.165*   | 233    | 498    | 3,018*          |
| 兵庫北4丁目    | 0.197*   | 85     | 234    | 1,188*          |
| 兵庫北5丁目    | 0.258*   | 273    | 733    | 2,841*          |
| 兵庫北6丁目    | 0.212*   | 268    | 597    | 2,816*          |
| 兵庫北7丁目    | 0.169*   | 374    | 827    | 4,893*          |
| 計             | 10.328   | 6,217  | 15,368 | 1,488           |

出典:人口-令和2年国勢調査（2020年10月1日時点）、面積-平成27年版佐賀市統計データまたは政府統計「地図で見る統計（統計GIS）」（ * 付きの値・参考値）、人口密度は前記の値をもとに算出（ * 付きは面積が参考値のため留意が必要）
| 地域       | 15歳未満 | 15歳 - 64歳 | 65歳以上 | グラフ |
| ---------- | -------- | ----------- | -------- | ------ |
| 大字の地域 | 13.7%    | 58.1%       | 27.7%    |        |
| 兵庫南     | 16.3%    | 66.1%       | 16.4%    |        |
| 兵庫北     | 23.0%    | 67.0%       | 7.1%     |        |
| 兵庫町     | 18.2%    | 64.2%       | 15.9%    |        |
| （佐賀市） | 13.7%    | 59.7%       | 25.7%    |        |

出典:平成27年国勢調査（2015年10月1日時点）
新興住宅地の兵庫南・兵庫北は15歳未満や15歳 - 64歳の割合が高く、65歳以上の割合が低い。兵庫南は40代・50代、兵庫北は30代・40代と10歳未満の割合が特に高く、開発時期の違いを示す。なお両地区は集合住宅（マンション・アパート・団地）に居住する世帯の割合も高く、兵庫南は65%、兵庫北は74%に達する（大字の地域は12%と対照的）。一方、旧来農村地帯だった大字の各地域は佐賀市の平均に近いが、市街から遠い瓦町(12.7%)、若宮(11.1%)は15歳未満の割合が低く、瓦町、若宮、渕は65歳以上の割合が高く3割を超えている。
主な字名
渕 - 香田、下村、下渕、東中野、東渕
西渕 - 西渕上分、西渕下分
藤木 - 土井、西中野、藤木
瓦町 - 瓦町上分、瓦町下分、千住、堀立、牟田寄
若宮 - 伊賀屋、中野吉、野中、傍示、若宮

## 地名の由来
「兵庫」の地名は、1889年（明治22年）の兵庫村設置時に生まれた。当時の佐賀郡長武富時敏の考案で、利水・治水事業により地域開拓の礎を作った成富兵庫茂安から取り、その恩恵を長く後世に伝える意味を込めたという。。茂安は、東の城原川から新設の横落水路を、西の川上川（嘉瀬川）から改修延長した市の江を、それぞれ経由し水を引き、兵庫を含めた巨勢川流域を灌漑し開発を促した（後述）。

## 水系

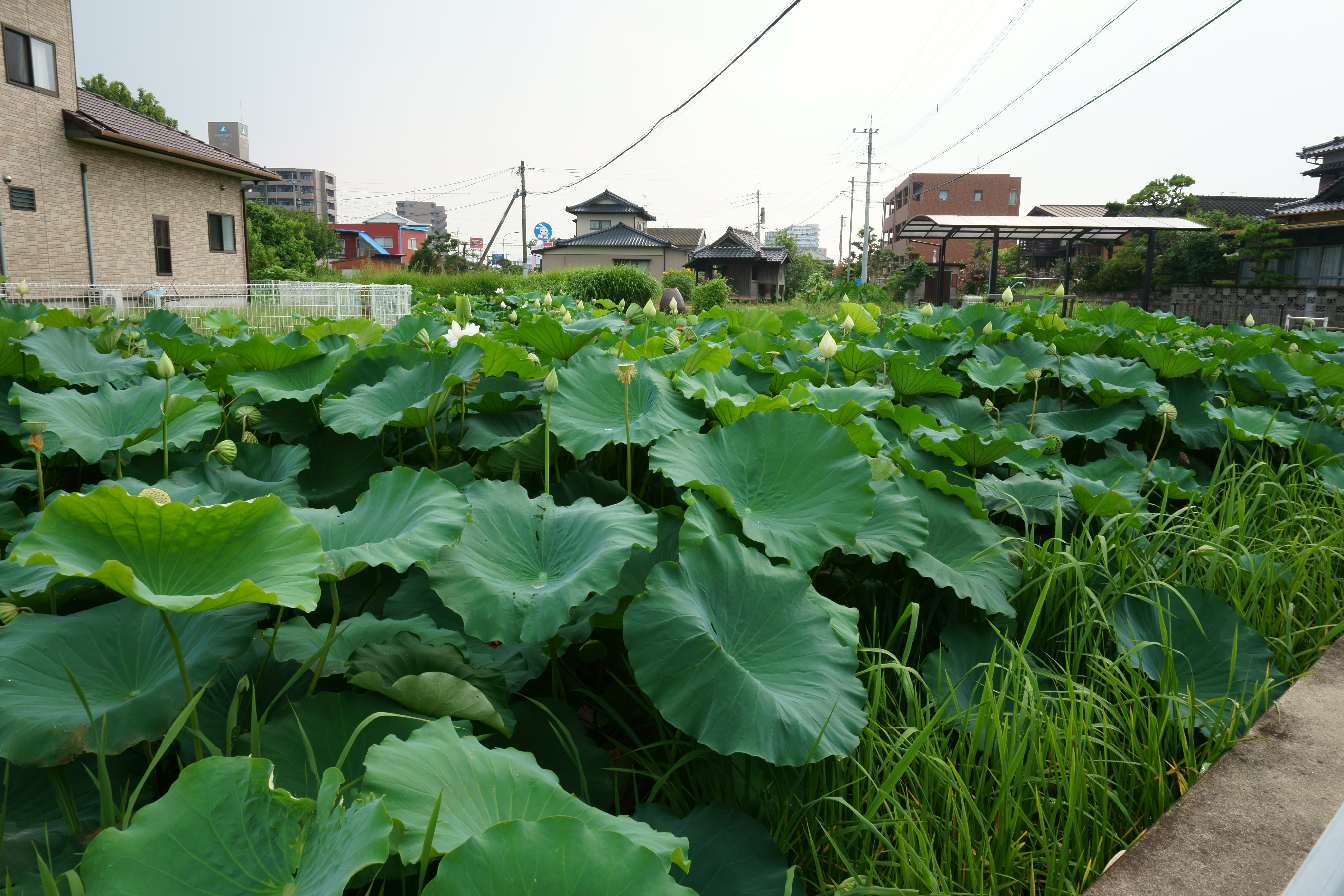
蓮の生い茂る夏のクリーク

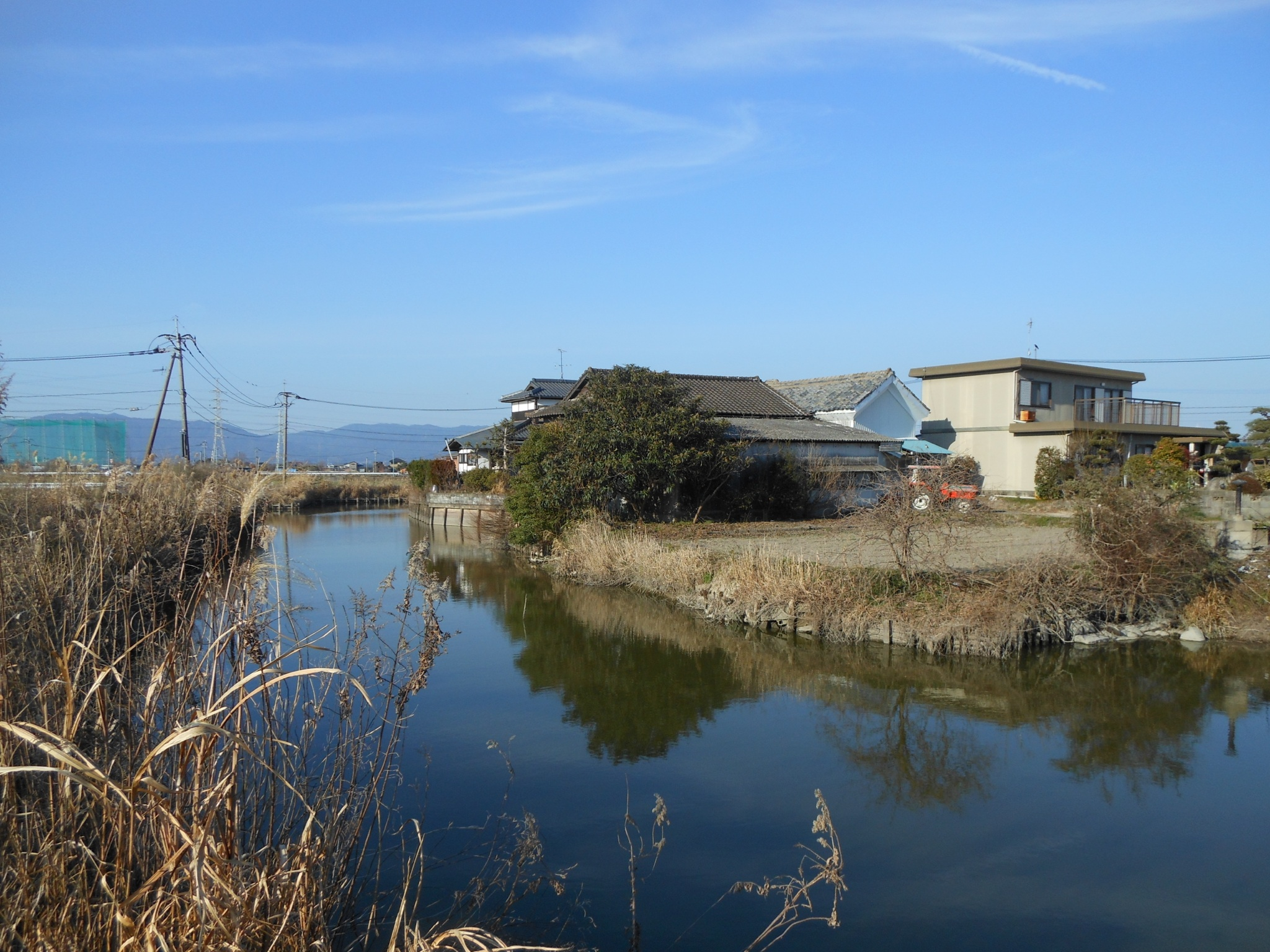
クリークに囲まれる環濠集落

巨勢川
町の中央を南へ流れる。金立や川上の山地が水源地で、金立町千布で黒川を、西渕で市の江を合流し、巨勢町で佐賀江に注ぐ。その後、城原川、筑後川を経て有明海に注ぐ。明治中頃までは舟運で米や麦、石灰などを積んだ船が東渕付近まで往来していた。昭和中頃まで川床は砂質で水は澄んでおり、飲み水や炊事に使うため早朝に水汲みをする光景が見られたほか、ウナギ、ナマズ、ドンポ、エビ・カニ類、シジミなどが採れ食用としたり、水田の代掻きをした牛馬の体を川で洗ったりしていたという。河川改修後は川床に浮泥が堆積するようになり、環境変化によりシジミは姿を消した。
市の江
町の北西部を流れる。大和町久池井の川上頭首工で川上川（嘉瀬川）から分水、大和町南部、高木瀬町北部、金立町千布南部を経由し、兵庫町東渕で巨勢川に合流する。
横落水路
神埼町仁比山の三千石堰で城原川から分水、神埼町西郷、神埼町境野、久保泉町に至る延長6kmの水路で、兵庫町の北東部は受水域。
焼原川
町の東部を流れる。下流はクリークのように蛇行・混合し、巨勢町東西で佐賀江に注ぐ。
三間川
町の南西部、渕の下村地区南端を流れ、巨勢町牛島とを境する。
大溝川
町の南西部、渕の下村地区西端を流れ、大財とを境する。
以上のような川のほか、用水路や堀（クリーク）が水田の間を縦横に走る。下村、東中野、若宮地区には堀が住宅を囲む形の環濠集落がある。

### 茂安の水利・治水システム
成富兵庫茂安はまず、原野の開墾を奨励するため、希望する農家に2 - 3町ずつ土地を割り当てて資金の世話を行った。これが元和年間（1615年頃）のことで、これに前後して水利と治水を兼ねた以下の工事を執り行った。
市の江の改修・延長
大和町久池井の惣座橋上流に石造の井樋（堰）2双を設け、取水地とした。井樋には「樋番」役を置き、常水時は開放、洪水時は閉鎖して管理。川の流路を巨勢川まで延長し、途中十数か所の樋管（水門）を設けた。
巨勢川の改修
金立町千布・兵庫町西渕で流路を360m程東に移し、水量を確保した。その東端で南に曲がる金立町白土居に砂堰と石造の「三樋管」を設け、水を3方面に分けた。石堰ではなく砂堰としたのは、洪水時でも詰まらず流下するため。
横落水路の建設
城原川に石堰（三千石堰）を設け、兵庫まで延長6kmに亘る水路を建設。なお、川久保（久保泉町）に領地を持つ神代氏の采配によるものとする資料もある。
段差堤防・千布沖田
市の江や巨勢川は、佐賀城側になる右岸の堤防を高く、郊外側になる左岸の堤防を低く築いた。右岸のみ洪水の流れを緩和する笹を密植している地域もある。洪水時は左岸を遊水地とし、城下町を守る設計となっている。また、市の江と巨勢川の合流点の内側に位置する金立町千布の沖田地区には、あえて堤防を築かなかった。洪水時は一時的な遊水地とし、佐賀江の引き潮を待ってから流下させるためである。そのため沖田地区は「3年に1度米が収穫できればよい方」とも言われ免税地となった。また、巨勢町高尾にも井樋（越流堤）を設け、洪水時に遊水地となった。

### 近代の紛争
1886年（明治19年）、市の江の水の配分を巡り、瓦町村、若宮村（以上現兵庫町）、修理田村、高尾村、東西村（以上現巨勢町）の5か村で紛争が発生した。裁判にまでもつれ込んだ騒動は「兵庫村の水喧嘩」とも呼ばれ、2年間を費やして決着した。
昭和30年代（1955 - 1964年）頃には、排水河川である八田江の枝吉樋門（水門）を巡り紛争があった。増水時に枝吉樋門を開ければ上流の兵庫町や巨勢町北部は洪水が軽減される一方、巨勢町南部や北川副町では洪水を被ることになる。増水の折には北と南の住民がお互いに駆け付け、開閉を巡って口論となる騒ぎが毎年のように見られたという。

### クリーク
昭和30年代（1955 - 1964年）の佐賀県による調査では、水田面積に対するクリーク面積の比率は佐賀平野で平均6.2%、旧佐賀郡で平均8.5%に対して、兵庫町付近では10 - 12%超に及び佐賀平野で最も高かった。また一定の水田面積当たりのクリーク貯水量も、周辺地域に比べて2倍程あった。町内でも、巨勢川の右岸（西側）に比べ左岸（東側）のほうが、大型のクリークが多かった。クリークは、干ばつ時の水源池の機能と洪水時の排水池の機能を兼ね、意図的に掘り下げたり幅を広げたりすることで、その容量を増やし、掘り起こした土で家屋の地盤を嵩上げして浸水しにくくする目的があったと考えられる。
クリークの水は炊事や風呂などの生活用水としても使われていたが、戦後上水道が整備されるとこれを代替し、クリークに生息する魚介類の食用も冷蔵庫の普及によって見られなくなるなど、生活の中に組み込まれていたクリークは次第に生活から遠ざかる。農業に化学肥料が普及し、手入れされなくなったクリークにはごみが増え、水質汚染が問題化した。更に農業の機械化も進むと、クリークが細かく複雑に区切る水田地割は大型機械の導入を阻むこととなり、むしろクリークは不要との意見も出るようになった。

### 現代の水路整備

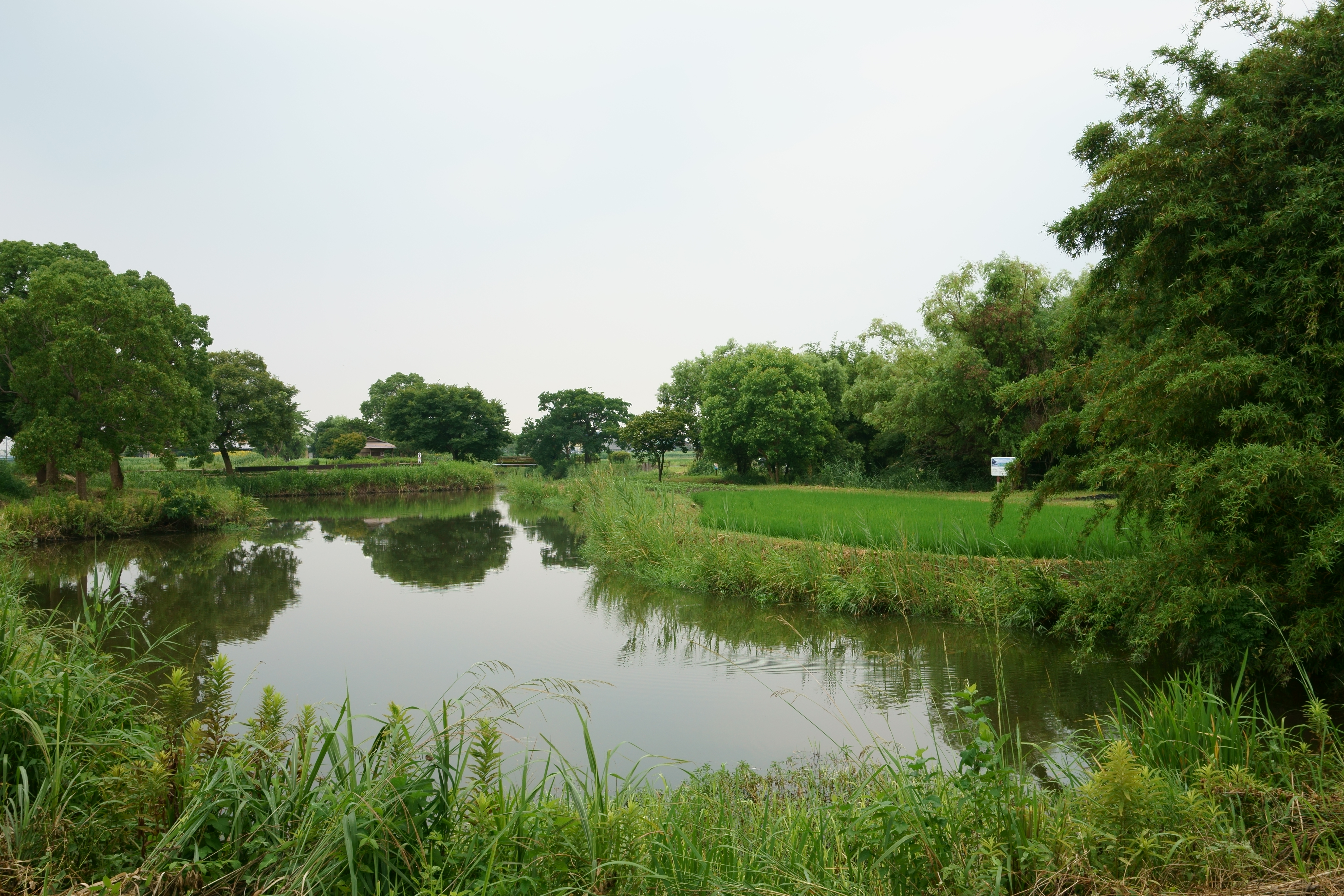
ひょうたん島公園のクリークと水田

1957年（昭和32年）、嘉瀬川上流に北山ダムが竣工し、その中流に分水堰である川上頭首工が建設されると、嘉瀬川流域と周辺に水利権が配分されて用水路が設けられ、茂安以来の利水・治水システムが少しずつ変更されていく。
市の江は、取水地が川上頭首工に変更され、コンクリート化・用水路化される。その他の主な用水路も、昭和40年代（1965 - 1974年頃）までに概ねコンクリート化された。
昭和20年代前半（1945 - 1949年頃）には、巨勢川流域の水害防止のため、巨勢川や八田江の川底掘削・堤防のかさ上げ工事が県により行われ、併せて三樋管に自動堰が設置され、一定の効果を挙げた。
その後、佐賀市東部で開発が進んだり地盤沈下が進行したりしたことで、浸水被害が頻発するようになった。佐賀市は県や国に川の改修や樋門・ポンプの設置を陳情し、1962年（昭和37年）には蓮池町蒲田津に満潮時の河川逆流を防ぐ樋門が設置された。しかし、1972年（昭和47年）に豪雨による大規模な浸水が起きるなど、度々被害が発生した。
1990年（平成2年）の豪雨で再び被害が発生したのを契機に、激甚災害指定による佐賀江の改修事業が行われ、巨勢川調整池の建設と2008年（平成20年）完成の佐賀導水事業により洪水時巨勢川から嘉瀬川へ毎秒30トンの放流が可能となった。また、巨勢川は兵庫町内全区間で川幅25mに拡幅され、洪水流下を妨げる橋桁をなくす改良が行われた。小河川や水路も改修・新設され、東部では焼原川と2本の幹線水路、西部では三間川の改修と樋門・ポンプ設置、下村雨水幹線と城東川の整備が区画整理と併せて行われた。
1989年（平成元年度）から2008年（平成19年度）にかけて行われた圃場整備では、併せて国の筑後川下流土地改良事業と水環境整備事業も行われ、農地の用水路や排水路は改良工事が施された。これにより、かつて複雑な形状を呈していたクリークは、大きな幹線水路として付け替えられるか、埋め立てられて無くなり、その名残はほとんど見えなくなっている。
しかし、一部は保存あるいは復元という形で残されている。渕にある「ひょうたん島公園」は、南北約700mに亘り従来のクリークの形を残して周辺を整備し2000年に開園した。また、若宮にある「横堤」は水路沿いに設けられた洪水防止機能を持つ緑地帯で、かつて佐賀平野各地にあったものの多くが失われ貴重となったことから、圃場整備による伐採計画を中止して保存されている。

## 歴史

### 古代
佐賀平野における弥生遺跡の分布から推定される約2,000年前の海岸線（貝塚線）は、兵庫町付近を通る。
北に隣接する佐賀市金立町千布には縄文早期の東名遺跡があり、大規模な貝塚と多数の編みかご・木製品・骨角製品などが発見されている。
兵庫町内の最も古い遺跡は弥生時代中期の瓦町遺跡（瓦町）や渕遺跡（渕）で、カキを主とする貝塚や、青銅器生産が始まっていた可能性を示す無紋土器などが発見されている。
瓦町の牟田寄遺跡は弥生後期のもので、昭和30年代（1955 - 1964年）までに表土の下や堀岸から弥生土器や砥石、石造厨子、カキを主とする貝塚が発見されていた。その後用水路整備や圃場整備により兵庫の広範囲で遺跡が発見・再調査された。牟田寄遺跡や千住遺跡（瓦町）では掘立柱建物跡や溝、井戸、土坑などの遺構とともに多くの土器が発見されており、地域の拠点的集落だった可能性がある。なお、両遺跡は竪穴建物がなく、特に牟田寄遺跡では、柱穴の底に樹皮を敷き詰め横木を載せる特殊な基礎構造の建物群が見つかっており、軟弱地盤に対応しようと試行した跡と考えられている。牟田寄遺跡は古墳時代前期まで続いた。
奈良時代や平安時代の遺構が発見されたウー屋敷遺跡（藤木）やコマガリ遺跡（藤木）では、廂のある掘立柱建物跡、「厨」と読める表記のある刻書土器、「大木」と表記のある墨書土器が、また西中野遺跡（藤木）でも多数の墨書土器や硯が、それぞれ出土している。藤木の西中野地区から西渕、高木瀬町東高木にかけての地域は和名類聚抄にある「深溝郷」に比定されており、前述の遺跡付近に何らかの公的機関があった可能性がある。また、巨勢郷に比定されている牟田寄遺跡（瓦町）でも墨書土器や銅製印章が出土しており、同様の可能性がある。
藤木では井樋（水門）の名に「一の坪」「二の坪」などがあり、条里制の地割名の遺構と考えられている。

### 中世から近世
兵庫町内の地名が文献に登場する古い例として、『河上神社文書』のうち平安期の1章、1176年（安元2年）のものがある。現在の佐賀市大和町にある與止日女神社の所有する神田の所在地の一つとして、肥前国佐賀郡の六条の地に「淵里」という地名が記されており、これは現在の渕にあたると考えられる。なお「淵」はこの地が古く有明海の入り江の頃に波打ち際だったことに由来するという。
中世から近世にかけて、この地は肥前国佐賀郡（佐嘉郡）の巨勢郷（古瀬郷、古世郷）と佐賀郷（佐嘉郷）に属していた。東部の若宮と瓦町が巨勢郷、渕と藤木が中佐賀郷、西渕が上佐賀下郷であった。1605年（慶長10年）の慶長絵図には、中佐嘉郷と中古世郷の付近にこれらの地名がある。
ウー屋敷遺跡（藤木）、コマガリ遺跡（藤木）、西中野遺跡（藤木）、牟田寄遺跡（瓦町）では平安末期から鎌倉時代にかけての集落跡が多数発見されている。ウー屋敷遺跡、西中野遺跡、西渕遺跡（西渕）、藤木四本杉遺跡（藤木）では戦国時代頃の集落跡や墓地跡、藤木遺跡（藤木）では同時期の大型の掘立柱建物跡が発見されている。一方、それ以降の時代の集落跡は発見例が少ないが、これは近世以降の集落と現代の集落の分布が似通っていて連続性が高いことを示す。なお近世の遺構では、鍋島藩窯の染付を含む肥前の陶磁器類が大量に出土しており、日常利用されていたと考えられる。
瓦町千住にある経島寺は、1179年（治承3年）平重盛が父清盛の罪障消滅を願い建立したとする伝承もあり、併せて写経を石棺に納めて埋め、その周囲を掘り上げ島を造ったと伝えられる。その島とされるものは経島寺の傍に現存しており、「経の島」と呼ばれている。このほかに同寺では、戦国時代の天文年間（1532 - 1555年）に戦火によって観音堂が焼失し再建した記録があるほか、1570年（元亀元年）には寺の近傍の「堂の前」で大内氏方の戸次鑑連勢が旗本の龍造寺隆信勢に突入して激しい戦いが行われた（『北肥戦誌』による）。
藤木には中世武士の藤木党（藤木氏）の拠点があったと考えられており、その館跡を示す「東屋敷」「川上屋敷」「夫婦廟」「唐木廟」などの地名が残っている。渕の東中野地区や藤木の西中野地区の「中野」地名は、天正年間（1573年-1593年）に中野氏の知行地となったことに由来する。また渕の下村地区は、1497年（明応6年）に小城郡から移り住んでこの地の開発を進めた下村三郎左衛門に由来する地名とされ、その後下村に移住した。
戦国時代、若宮付近では度々合戦が行われている。1534年（天文3年）、神埼郡三津山に陣を置いた大内義隆の家臣陶興房が水ヶ江城に向けて進攻した際には、龍造寺家兼の軍勢が若宮や巨勢・若宮原（金立町）・犬童（千代田町）でこれを迎え討った。また、1569年（永禄12年）大友宗麟が大軍で肥前に侵攻した際（多布施口の戦い）には、若宮付近に構えた大友勢に向け、西中野天満宮（藤木）から龍造寺隆信・鍋島直茂の軍勢が出陣した。若宮の線路橋付近の巨勢川に「清光の渡」という古地名が残るが、この時多くの軍勢が川を越えたこと「勢越し」が起源だとする説がある。
江戸時代の藩政期は、佐賀藩本藩の支配地であった。現在の渕と藤木にあたる各村は本藩の蔵入地となる一方、若宮、瓦町、西渕には白石鍋島家、村田鍋島家をはじめとする家臣の知行地があった。
近世まで、兵庫の東部は原野だった。巨勢郷高尾（現・佐賀市巨勢町高尾）から尾崎（現・神埼市神埼町尾崎）まで南北約8kmの一帯は茅野だったと伝えられる。成富兵庫茂安により元和年間に開拓が始まった。これによって生まれた新田は兵庫と巨勢で約1,600ha、石高は7千石余に上る。若宮・瓦町には開墾地名「吉野」「立野」「外野」「柴野」が残る。

### 明治前期
明治に入ると、兵庫では諸村の統合により若宮村、瓦町村、渕村、藤木村、東高木村が成立する。
1874年（明治7年）、若宮小学校、瓦町小学校、渕小学校、藤木小学校の4小学校が設立され、4年後の1878年（明治11年）には、若宮小と瓦町小が統合され順成小学校、渕小と藤木小が統合され渕藤小学校となった。

### 兵庫村
1889年（明治22年）4月1日、町村制施行に伴い、佐賀郡若宮村、瓦町村、渕村、藤木村と東高木村の一部が合併して兵庫村が成立した。前記4か村はそのまま兵庫村の大字となり、東高木村から合併した地域は大字西渕となった。瓦町に村役場が置かれた。
土地面積の8割が耕地、戸数の75%が農家、村の一般生産総額の94%が農業生産（いずれも1937年（昭和12年）時点）で占めていた村は、農業が主産業の農村だった。1917年（大正6年）の就業者は農業81%・工業2%・商業4%と、佐賀郡の中（群平均 : 農業50%・工業9%・商業17%）でも、鍋島村（当時）などと並んで特に農業比率が高かった。
農業生産額では米が87%（1937年時点）と大半を占め、米の出来・不出来が村の経済・財政を大きく左右した。このほか、約10%を占めた麦類や、蔬菜、緑肥作物も生産した。また養蚕、養鶏、馬・山羊・兎の飼育のほか、クリークを利用した淡水魚の養殖も振興・奨励された。1931年（昭和6年）には村内に51か所の養魚場があった。こうした農業の振興策は対外的にも評価され、1952年（昭和27年）には全国町村会から「全国優良村」の表彰を受ける。
その農業は天候に強く影響を受ける。1939年（昭和14年）には干ばつ被害、1949年（昭和24年）と1953年（昭和28年）には洪水被害が発生した。特に1949年の洪水では、巨勢川が氾濫したほか他の川でも各所で堤防が決壊、村の6割の世帯が床上浸水し、他の世帯もすべて床下浸水、全ての水田が冠水し農業は甚大な被害を受けた。
工業では、瓦や、農家の副業としての藁製品を生産したほか、工場で縄を生産した。
1889年（明治22年）、町内を北東から南西に貫くルートで、佐賀と神埼を結ぶ旧国道34号が開通する。1937年（昭和12年）にはコンクリート舗装される。
1928年（昭和3年）、兵庫や周辺の村民らの請願運動により国鉄長崎本線に伊賀屋駅が開業し、その後1933年（昭和8年）までに伊賀屋と脊振村方面を結ぶ県道が開通。駅前には伊賀屋郵便局が設置され、商店や住宅も建ち並び、市営バスが市中心部とを結ぶ路線を設置した。また1931年（昭和6年）から1939年（昭和14年）にかけて、佐賀駅北側方面から兵庫村中心部を経て金立村とを結ぶもう1本の県道が開通した。
1900年（明治33年）、順成小と渕藤小が統合され兵庫尋常高等小学校となる。校舎は渕に置かれた。のち、1941年（昭和16年）に兵庫国民学校、1947年（昭和22年）の学制改革で兵庫村立兵庫小学校と改称する。一方、小学校尋常科の卒業生で農家の子弟を対象に、修業年限2年で経営者育成を行う兵庫農業学校が1911年（明治44年）に設立され、1922年（大正11年）まで続いた。また1916年（大正5年）には兵庫実業補習学校が設立され、学制の変化に伴い青年訓練所充当実業補習学校、青年訓練所充当公民学校、高等実業青年学校と改称し1947年まで続いた。その後継は1947年設立の兵庫村立兵庫中学校である。

### 佐賀市兵庫町

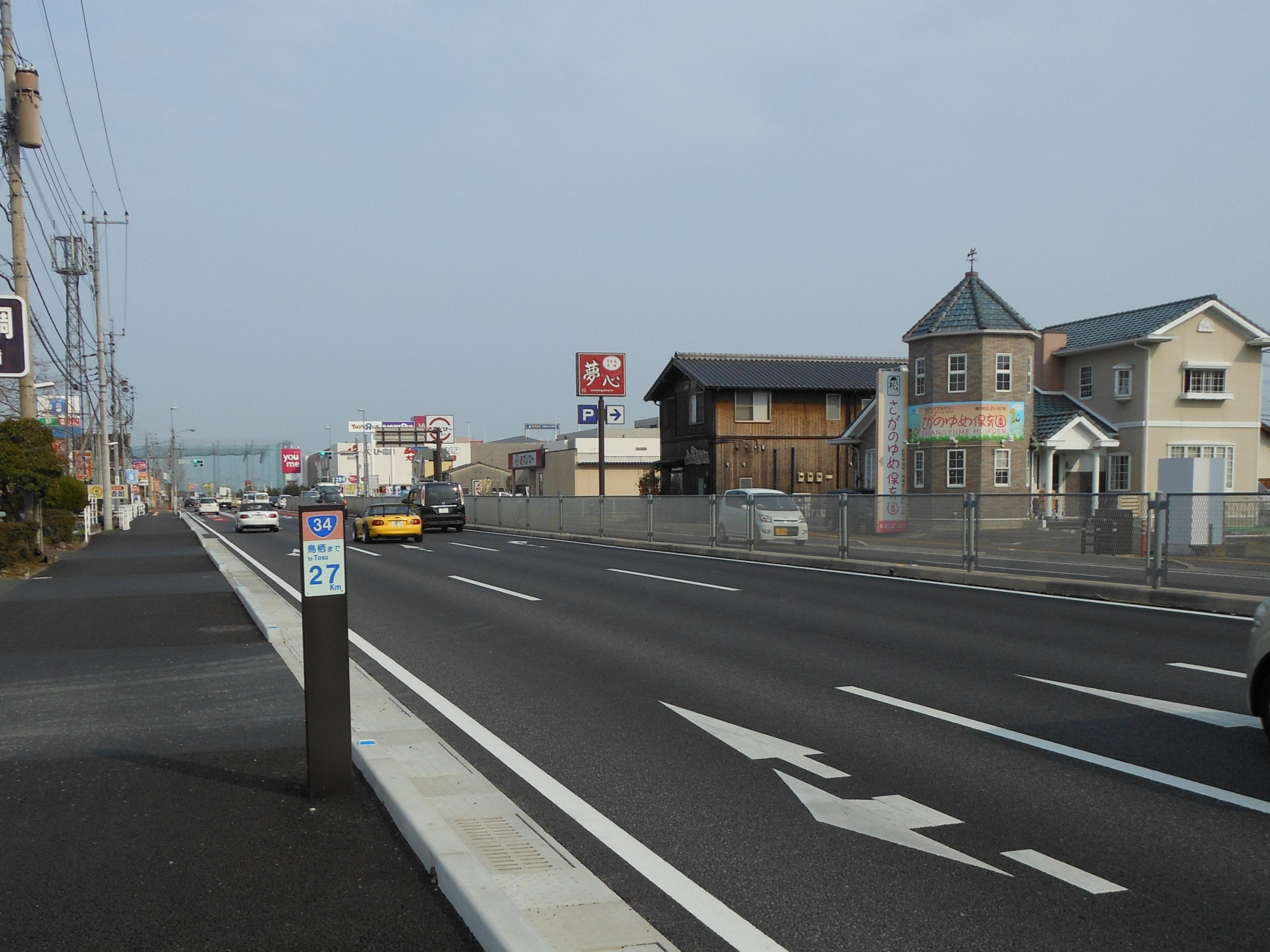
国道34号・北部バイパス

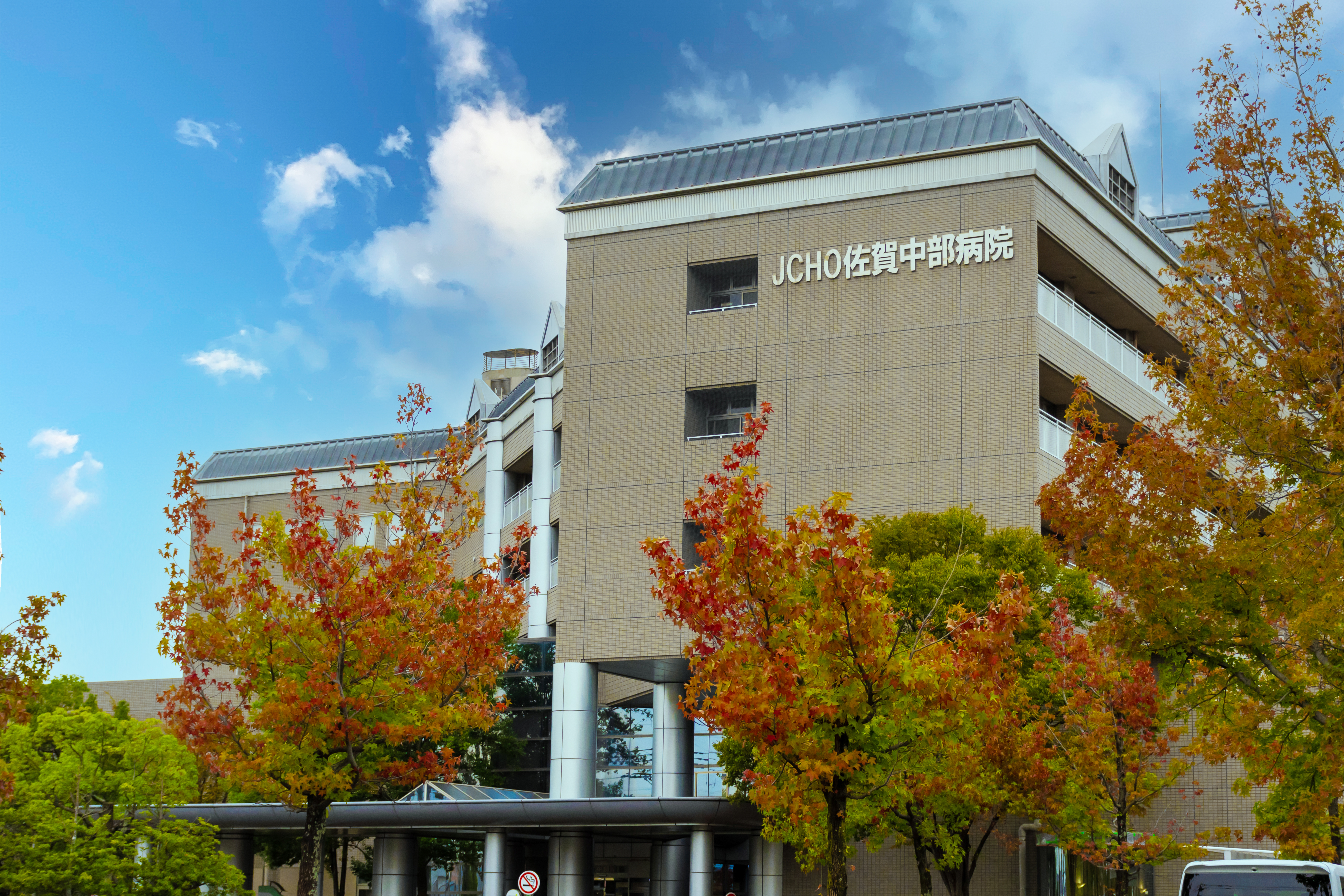
JCHO佐賀中部病院

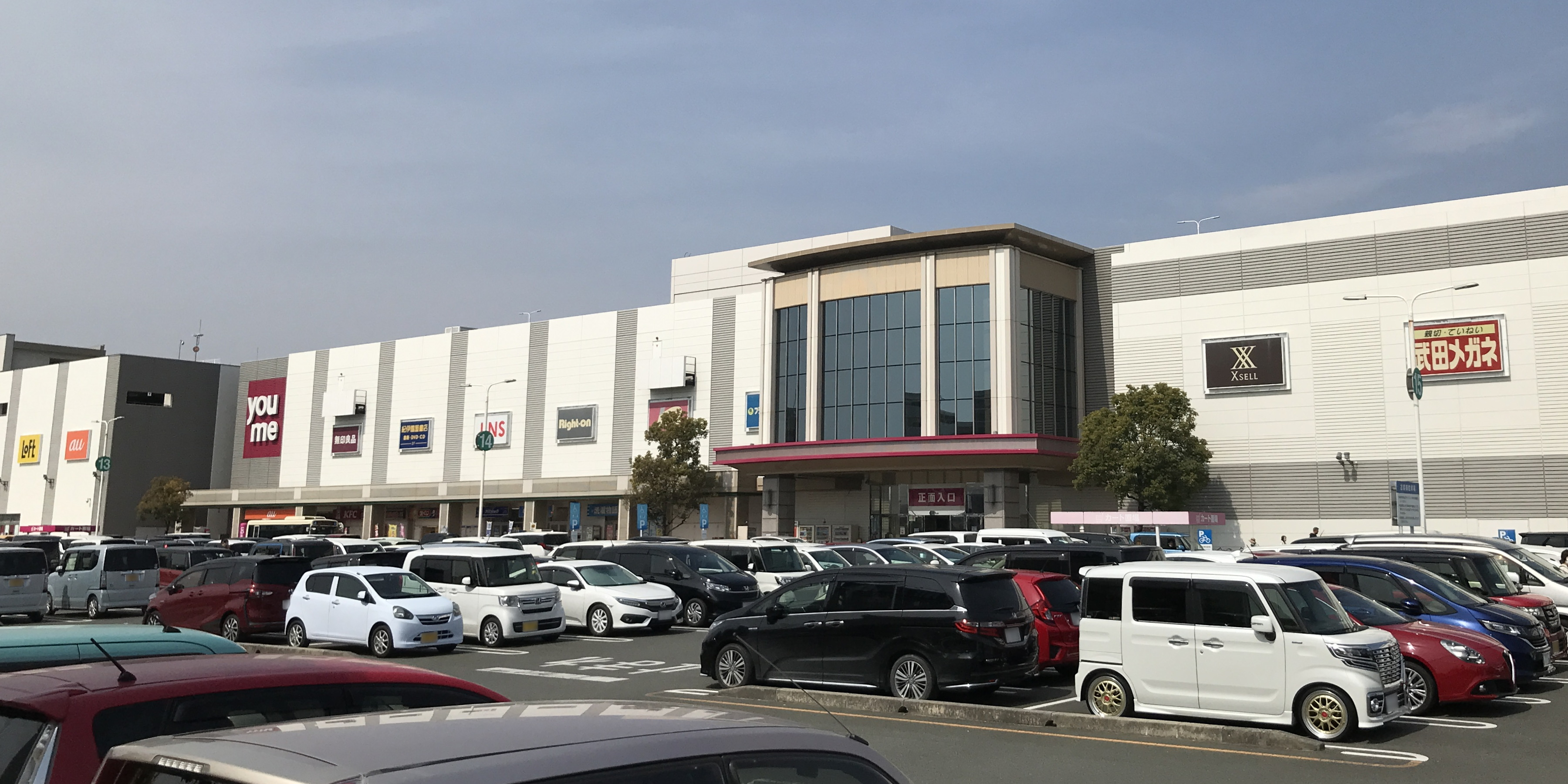
ゆめタウン佐賀（2023年撮影）

1954年（昭和29年）3月31日、隣接していた佐賀市に編入され、佐賀市兵庫町となった。5つの大字はそのまま継承される。
役場はその後数年間、兵庫支所として運用される。1961年（昭和36年）4月には規模が縮小され兵庫出張所となり、1969年（昭和44年）6月にはこれも廃止され、以降、一部の役割は自治会に委嘱された。また1958年（昭和33年）、佐賀市立兵庫中学校は巨勢町に所在する佐賀市立城東中学校に統合された。
1959年（昭和34年）には地下水を水源とする佐賀市東部地区上水道が竣工し、水道水の供給が始まった。後に地下水源の減少や水質汚染が進み、1970年（昭和45年）までに多布施川を水源とする佐賀市水道に統合され、地下水源は廃止された。
1967年（昭和42年）、市内の一部で始まっていた都市ガスの供給が、兵庫町内では初めて西渕の団地で開始される。また佐賀駅の北側移転と神野町の区画整理に伴い、神野町にあった佐賀市ガス局が1972年（昭和47年）に藤木（現兵庫北1丁目）に移転した。
戦後の自動車普及により国道の交通量が急増すると、国道34号北部バイパスの計画が持ち上がる。1972年（昭和47年）4月に下渕-国立病院前間、同年12月に堀立-三日月間が開通し、後にこちらが国道34号に指定され、旧道は国道264号及び県道51号となった。
国道等の整備により、その沿道に商社や工場などの企業が進出した。また佐賀市の中心市街地に隣接していた藤木や渕南部の下村地区では、昭和30 - 40年代（1955 - 1974年）に農地から市街地となり人口が増加した。
- 1967年（昭和42年）8月1日 兵庫町渕、兵庫町藤木に加えて大財町、神野町、巨勢町牛島の各一部で住居表示実施。大財5・6丁目となる[12]。
- 1981年（昭和56年）8月1日 兵庫町藤木に加えて大財町、神野町の各一部で住居表示実施。駅前中央1・2・3丁目および大財北町となる[12]。

農業は、産業構造の変化を受けて従事者が減少していった。全世帯に占める農家率は1965年（昭和40年）の55%から1975年（昭和50年）には28.5%と半減したものの、佐賀市平均（16%→9%）と比較すると高かった。昭和40年代（1955 - 1964年）以降は減反政策に伴う米作の代替として、ナスやトマト、イチゴなどの園芸作物の栽培が増加し、養蜂農家なども現れた。
その後、大型機械導入や効率化のため、1989年（平成元年度）から2008年（平成19年度）にかけて圃場整備が行われ、耕地は整理統合された。南部、西部、北部、東部の4地区に分けて順次行われ、総事業費87億円余を費やした。
1991年（平成3年）、藤木に夢咲公園が開園し、隣接地にメートプラザ（佐賀勤労者総合福祉センター）、ほほえみ館（佐賀市保健福祉会館）、児童センターが建設され公共施設が集積した。一方、1996年（平成8年）には佐賀県道333号佐賀環状東線が長崎本線をまたいで（とんぼ橋）国道34号北部バイパス間でつながり、交通量が増加した。
町西部の渕や藤木では、佐賀市東部の市街地化開発の一環として、1988年（昭和63年）から2014年（平成26年）にかけて、2地区に分けて土地区画整理事業が行われた。兵庫（兵庫南）の事業は社会保険病院（佐賀中部病院）の移転を契機としたもの。兵庫北の事業は当初学校の移転を核としたものだったが、バブル崩壊による景気悪化の影響などで事業費は約210億円から2割圧縮、計画も大型商業施設の誘致を核としたものに変更した。その結果、2006年12月に大型ショッピングモール「ゆめタウン佐賀」が開業、周辺には商店、飲食店、温泉施設、結婚式場などが進出、2014年には佐賀清和中学校・高等学校が与賀町から移転した。住宅開発も進み、兵庫北地区内の人口は約620人から約9,400人と15倍に増加した。
| 地区名 | 面積    | 期間                                        | 事業費    |
| 兵庫   | 66.7ha  | 1987年 - 1998年 （昭和62年度 - 平成9年度）  | 約102億円 |
| 兵庫北 | 120.7ha | 1998年 - 2015年 （平成10年度 - 平成26年度） | 約166億円 |

- 1997年（平成9年）1月21日 兵庫町渕、兵庫町藤木の各一部で住居表示実施。兵庫南1・2・3・4丁目となる[12]。
- 2013年（平成25年）9月1日 兵庫町渕、兵庫町藤木、兵庫町西渕の各一部で住居表示実施。兵庫北1・2・3・4・5・6・7丁目および兵庫南1丁目となる[12]。

2つの土地区画整理事業により、1980年から2010年にかけての30年で、町全体の人口は2倍に増加した。

### 変遷表
| 江戸時代                      | 江戸時代 | 明治前期          | 1889年 - 1954年     | 1889年 - 1954年     | 1954年 -   | 1954年 -       | 住居表示に伴う 一部離脱                                                            |
| 江戸時代                      | 江戸時代 | 明治前期          | 明治22年 - 昭和29年 | 明治22年 - 昭和29年 | 昭和29年 - | 昭和29年 -     | 住居表示に伴う 一部離脱                                                            |
| 肥前国佐賀藩 佐賀郡巨勢郷     | 千住村   | 瓦町村            | 兵庫村              | 大字瓦町            | 佐賀市     | 兵庫町大字瓦町 | なし                                                                               |
| 肥前国佐賀藩 佐賀郡巨勢郷     | 牟田寄村 | 瓦町村            | 兵庫村              | 大字瓦町            | 佐賀市     | 兵庫町大字瓦町 | なし                                                                               |
| 肥前国佐賀藩 佐賀郡巨勢郷     | 瓦町村   | 瓦町村            | 兵庫村              | 大字瓦町            | 佐賀市     | 兵庫町大字瓦町 | なし                                                                               |
| 肥前国佐賀藩 佐賀郡巨勢郷     | 堀立村   | 瓦町村            | 兵庫村              | 大字瓦町            | 佐賀市     | 兵庫町大字瓦町 | なし                                                                               |
| 肥前国佐賀藩 佐賀郡巨勢郷     | 傍示村   | 若宮村            | 兵庫村              | 大字若宮            | 佐賀市     | 兵庫町大字若宮 | なし                                                                               |
| 肥前国佐賀藩 佐賀郡巨勢郷     | 井茅村   | 若宮村            | 兵庫村              | 大字若宮            | 佐賀市     | 兵庫町大字若宮 | なし                                                                               |
| 肥前国佐賀藩 佐賀郡巨勢郷     | 野中村   | 若宮村            | 兵庫村              | 大字若宮            | 佐賀市     | 兵庫町大字若宮 | なし                                                                               |
| 肥前国佐賀藩 佐賀郡巨勢郷     | 若宮村   | 若宮村            | 兵庫村              | 大字若宮            | 佐賀市     | 兵庫町大字若宮 | なし                                                                               |
| 肥前国佐賀藩 佐賀郡中佐賀郷   | 香田村   | 渕村              | 兵庫村              | 大字渕              | 佐賀市     | 兵庫町大字渕   | 1967年（昭和42年）※1 1997年（平成9年）※3 2013年（平成25年）※4                      |
| 肥前国佐賀藩 佐賀郡中佐賀郷   | 東中野村 | 渕村              | 兵庫村              | 大字渕              | 佐賀市     | 兵庫町大字渕   | 1967年（昭和42年）※1 1997年（平成9年）※3 2013年（平成25年）※4                      |
| 肥前国佐賀藩 佐賀郡中佐賀郷   | 下村     | 渕村              | 兵庫村              | 大字渕              | 佐賀市     | 兵庫町大字渕   | 1967年（昭和42年）※1 1997年（平成9年）※3 2013年（平成25年）※4                      |
| 肥前国佐賀藩 佐賀郡中佐賀郷   | 東淵村   | 渕村              | 兵庫村              | 大字渕              | 佐賀市     | 兵庫町大字渕   | 1967年（昭和42年）※1 1997年（平成9年）※3 2013年（平成25年）※4                      |
| 肥前国佐賀藩 佐賀郡中佐賀郷   | 下淵村   | 渕村              | 兵庫村              | 大字渕              | 佐賀市     | 兵庫町大字渕   | 1967年（昭和42年）※1 1997年（平成9年）※3 2013年（平成25年）※4                      |
| 肥前国佐賀藩 佐賀郡中佐賀郷   | 藤木村   | 藤木村            | 兵庫村              | 大字藤木            | 佐賀市     | 兵庫町大字藤木 | 1967年（昭和42年）※1 1981年（昭和56年）※2 1997年（平成9年）※3 2013年（平成25年）※4 |
| 肥前国佐賀藩 佐賀郡中佐賀郷   | 土井村   | 藤木村            | 兵庫村              | 大字藤木            | 佐賀市     | 兵庫町大字藤木 | 1967年（昭和42年）※1 1981年（昭和56年）※2 1997年（平成9年）※3 2013年（平成25年）※4 |
| 肥前国佐賀藩 佐賀郡中佐賀郷   | 西中野村 | 藤木村            | 兵庫村              | 大字藤木            | 佐賀市     | 兵庫町大字藤木 | 1967年（昭和42年）※1 1981年（昭和56年）※2 1997年（平成9年）※3 2013年（平成25年）※4 |
| 肥前国佐賀藩 佐賀郡上佐賀下郷 | 西淵村   | 東高木村 （一部） | 兵庫村              | 大字西渕            | 佐賀市     | 兵庫町大字西渕 | 2013年（平成25年）※4                                                               |

| 旧大字     | 1967年 -        | 1981年 -                         | 1997年 -                         | 2013年 -                         |
| 渕の一部   | ※1 大財5・6丁目 | ※1 大財5・6丁目                  | ※1 大財5・6丁目                  | ※1 大財5・6丁目                  |
| 藤木の一部 | ※1 大財5・6丁目 | ※1 大財5・6丁目                  | ※1 大財5・6丁目                  | ※1 大財5・6丁目                  |
| 藤木の一部 | 藤木の一部      | ※2 駅前中央1・2・3丁目、大財北町 | ※2 駅前中央1・2・3丁目、大財北町 | ※2 駅前中央1・2・3丁目、大財北町 |
| 渕の一部   | 渕の一部        | 渕の一部                         | ※3 兵庫南1・2・3・4丁目          | ※3 兵庫南1・2・3・4丁目          |
| 藤木の一部 |                 |                                  | ※3 兵庫南1・2・3・4丁目          | ※3 兵庫南1・2・3・4丁目          |
| 渕の一部   | 渕の一部        | 渕の一部                         | 渕の一部                         | ※4 兵庫南1丁目                   |
| 渕の一部   | 渕の一部        | 渕の一部                         | 渕の一部                         | ※4 兵庫北1・2・3・4・5・6・7丁目 |
| 藤木の一部 |                 |                                  |                                  | ※4 兵庫北1・2・3・4・5・6・7丁目 |
| 西渕の一部 |                 |                                  |                                  | ※4 兵庫北1・2・3・4・5・6・7丁目 |

## 交通

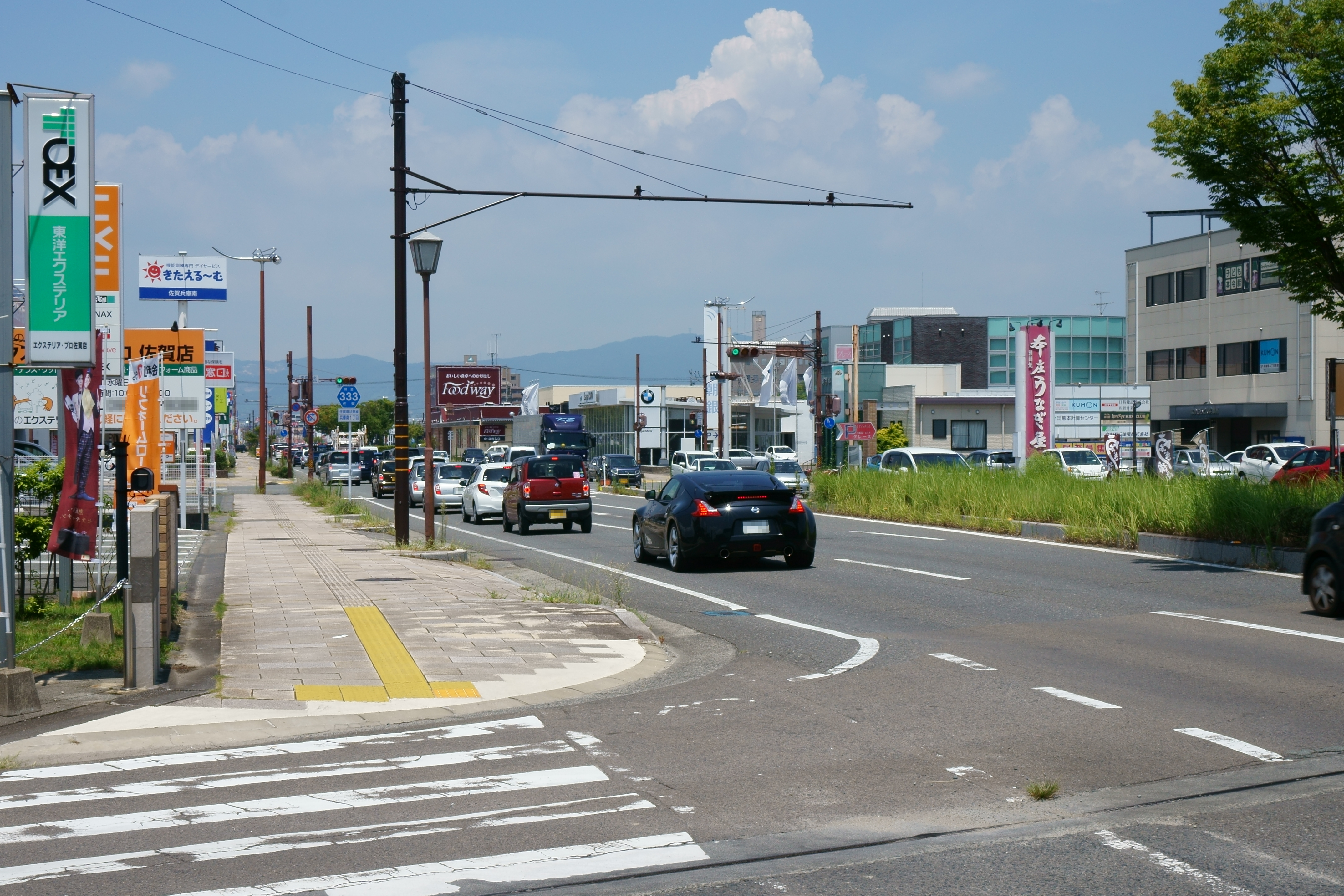
県道333号・東部環状線

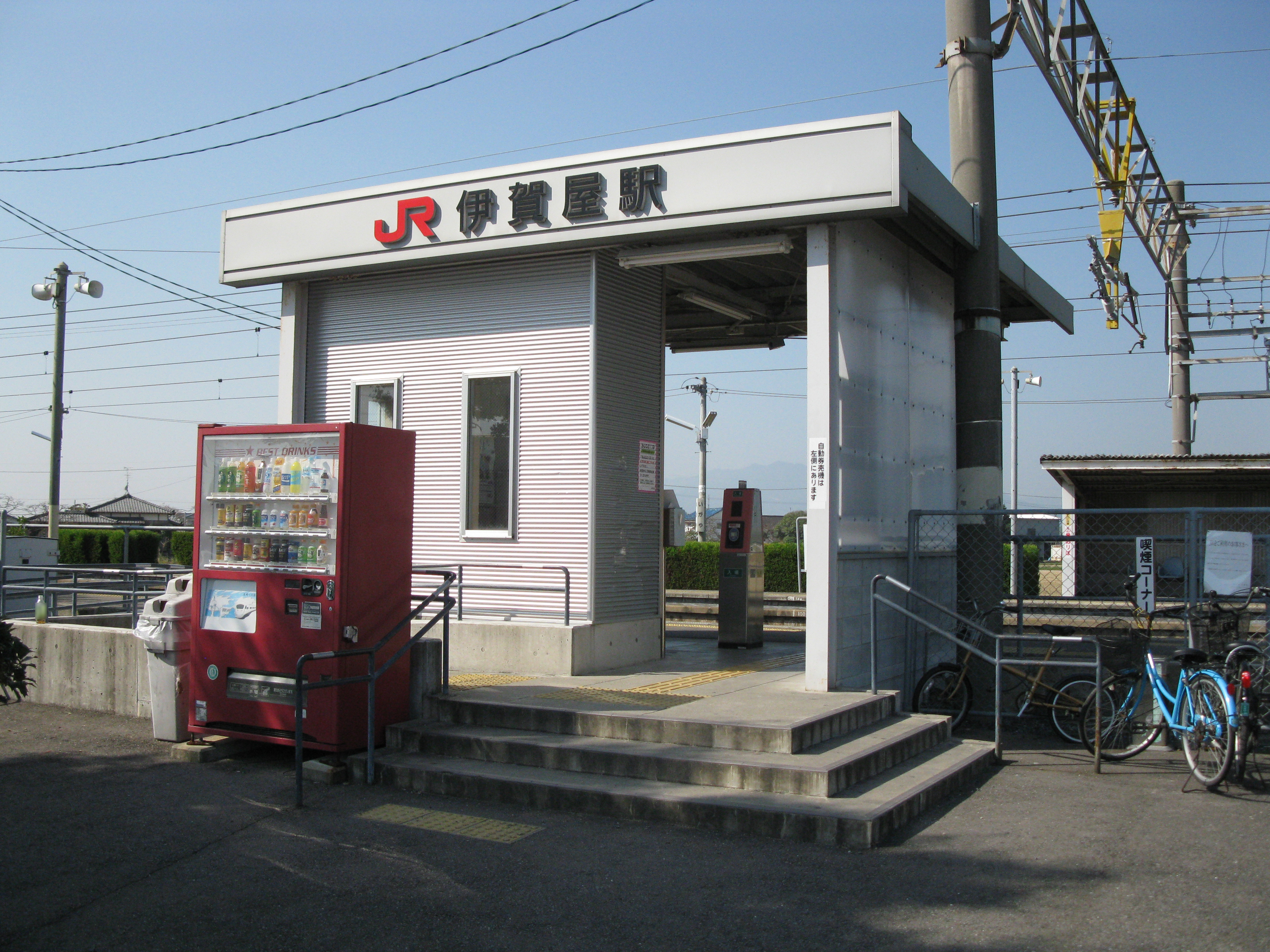
伊賀屋駅駅舎

### 道路
- 国道34号 - 東の神埼・鳥栖方面と西の小城・武雄方面を結ぶ。町域全区間が全線4車線[80]。堀立西交差点より西の区間は北部バイパスと呼ばれる[72]。
  - 道路交通センサスの自動車類交通量によると、土井（西渕 - 佐賀北警察署前間）で約30,700台/日（1999年、約26,000台/日:1994年）[81]、若宮（堀立西 - 下渕間）で約20,600台/日（2015年、約20,700台/日:2010年）[80]。
- 佐賀県道51号佐賀脊振線 - 西は佐賀城堀端・県庁前方面に至る国道264号に接続。町南西部を斜めに通り、堀立西・堀立東交差点（国道34号と交差）を経て、伊賀屋駅の西で長崎本線を踏切で横断し、久保泉町川久保から神埼市脊振町方面とを結ぶ[82]。
  - 道路交通センサスによると、若宮の中野吉バス停付近で約5,300台/日（2015年、約5,900台/日:2010年）[80]。
- 佐賀県道294号薬師丸佐賀停車場線 - 佐賀駅南口・大財方面から東中野交差点（県道333号と交差）、下渕交差点（国道34号と交差）、東渕を経て金立町薬師丸とを結ぶ[82]。
  - 道路交通センサスによると、JAゆめさき支所付近で約6,200台/日（2015年、約10,800台/日:2010年）[80]。
- 佐賀県道333号佐賀環状東線 - 東部環状線。佐賀市街地東部の幹線道路。西渕交差点で国道34号と交差[82]。
  - 道路交通センサスによると、兵庫南3丁目の東中野交差点付近で約26,500台/日（2015年、約27,100台/日:2010年、19,600台/日:1999年、13,100台/日:1994年）[80][81]。
- 市道大財修理田線(2937番)・牟田寄千住線(2940番) - 町南部を東西に貫く直線道路。大財方面から兵庫南の市街地、中部病院の南、千住を経て神埼市千代田町方面とを結ぶ[82]。
- 市道頭西渕線(15番) - 兵庫北の市街地を通る。ゆめタウン佐賀の南東角から、メートプラザ・ほほえみ館・佐賀消防署の前を経て、神野町や八戸溝方面とを結ぶ[82]。

### バス
町内に所在する主要バス停は下線で示す。
| 事業者名          | 番号   | 路線名                 | 経由地 |
| ----------------- | ------ | ---------------------- | --- |
| 佐賀市営バス      | 5系統  | ゆめタウン線           | 佐賀駅バスセンター - 夢咲公園 - ほほえみ館前 - 夢咲コスモスタウン - 佐賀清和学園前 - ゆめタウン佐賀                 |
| 佐賀市営バス      | 32系統 | 二俣・金立公民館線     | 県庁前 - 佐賀駅バスセンター - 藤木 - 致遠館前 - 市文化会館東 - 健康運動センター - 金立公民館前）                    |
| 佐賀市営バス      | 56系統 | 兵庫・久保泉工業団地線 | 佐賀駅バスセンター - 大財 - 佐賀中部病院西 - 兵庫小学校西 - うえむら病院前 - 東渕 - 久保泉工業団地                  |
| 佐賀市営バス      | 60系統 | 伊賀屋・清友病院線     | 佐賀駅バスセンター - 大財 - 佐賀中部病院前 - 瓦町 - 堀立 - 伊賀屋 - 川久保 - 清友病院前                             |
| 西鉄バス佐賀      | 40系統 | 神埼線                 | 佐賀第二合同庁舎 - 佐賀駅バスセンター - 片田江 - 瓦町 - 堀立 - 神埼 - 目達原 - JR久留米駅 - 西鉄久留米 - 信愛女学院 |
| 昭和バス 佐賀地区 | なし   | 神埼・三瀬線           | 佐賀駅バスセンター - 片田江 - 瓦町 - 堀立 - 神埼 - 広滝 - 三瀬                                                      |

### 鉄道
九州旅客鉄道長崎本線の線路が町域を斜断する。
- 伊賀屋駅 - 兵庫町若宮[18][66][86]。町内北東端に位置。1日平均乗車人員は、2005年度に237人[87]、2010年度に248人[88]、2015年度に257人[89]。

なお、町域は佐賀駅（駅前中央一丁目）から1.5 - 5kmの範囲内にある。

## 文化・史跡・人物

### 寺院
- 経島寺 - 瓦町千住。曹洞宗。平重盛の建立とする伝承もある。天正年間、龍造寺氏の被官としてこの地に移住した千住忠時により再興されたという。姉川城主・姉川惟安の石碑がある[90]。
- 光円寺 - 若宮堀立。浄土真宗本願寺派。1600年（慶長5年）鍋島生三の建立と伝わる[91][92]。
- 寿徳寺 - 兵庫北2丁目（藤木）。曹洞宗。鍋島直茂の建立と伝わる[17][93]。
- 長興寺 - 兵庫南2丁目（渕下村）曹洞宗。開基は江戸初期にこの地を知行した下村生運と伝わる。また、天保年間に初代下村辰右衛門により本堂と観音堂が再建された。なお、下村辰右衛門の家系で四代下村辰右衛門は貴族院議員を務めた人物で、その娘婿は作家の下村湖人である[94][95]。
- 万徳寺 - 渕東渕。浄土真宗本願寺派。創建は天正年間、武士の源左衛門尉正国なる人物と伝わる。1695年（元禄8年）に真言宗から転派した[96]。
- 妙常寺 - 渕下渕。日蓮宗。永正年間、千葉胤繁の建立と伝わる。藩政時代は藩内日蓮宗12ヶ寺の1つとされた[97]。
- 無量寺 - 若宮野中。曹洞宗。龍造寺隆信に付き従い島原の乱で没した中牟田七郎衛門を弔うため、息子の喜左衛門が建立。1903年（明治36年）に焼失したが、子爵で海軍中将を務めた中牟田倉之助の発願で再建[98]。

### 神社
- 老松天満宮 - 若宮。巨勢神社（巨勢町高尾）由緒記によると、建久年間（1190 - 1198年）に巨勢荘地頭に任命された武蔵の牟田（有荘）参河守俊治が武蔵で氏神としていた老松大明神を勧進し、牟田の地に建立した。しかし、牟田氏は100年余で絶え、代わって延慶年間に任命された鎌倉の立川阿波守一族は、巨勢荘今泉に居館を立てこちらに老松大明神を遷霊し、跡地には老松天満宮を建立したとされる。昭和中期まで、春と秋の例祭は参道に出店が並び夜まで賑わい、境内の舞台では歌・踊り・にわかなどが演じられていた。平成に入って圃場整備により舞台は解体された[99]。
- 西中野天満神社 - 兵庫北7丁目。龍造寺隆信と鍋島直茂が、大友宗麟との戦を前にこの神社で武運を祈願したところ勝利し、礼として社殿と末社を建立し、その後の戦でも必ず祈願に訪れたと伝わる。また、祈願に訪れた隆信を迎え挨拶に出た神主が、隆信の威風堂々とした姿に腰を抜かして立てなくなったという逸話がある。これを家来が見て唄ったとされる小唄が、大正の頃まで、子供が喧嘩をして転んだり、幼な子をあやしたりする時に唄われたという。「中野のじゃあどん[注 18]起ってみやい、起っぎいよかことあろうばん」[100]
- 伊賀屋天満宮 - 若宮。1680年（延宝8年）に鍋島直氏が再興したとの銘記がある。農村における五穀豊穣や雨乞いの神として、巨勢郷の各地から参詣者を集めた。干ばつのときには、浮立を奉納する沖の島参りをして雨乞いとした。毎年9月、神埼町境野の塩井浜場と呼ばれる川岸に仮宮を立てて神輿を運ぶ「御水取り」という神事が行われる[101]。

### 史跡等
- 「ネバル」 - 渕の下渕地区にある地名。秦の徐福上陸伝説の1つで、一行が上陸地の浮盃（諸富町）から金立山（金立町）へと進む途中、葦が生い茂り「ねばる」悪路に歩みを止めて休憩したと伝わる。その100m余り西方には「千速（洗足）」という地名もあり、一行が足を洗ったと伝わる[102]。
- 渕川城（淵川城）跡 - 渕の東渕地区にある平城の城館。空閑光家による築城で、小城高田城主の千葉胤繁が、東方の大内氏や渋川氏への抑えとして空閑氏に渕村を与えたのが起源。本館は3重の水濠に囲まれており、その跡からは一定間隔に並んだ礎石が発見されている。後の城主空閑久家は龍造寺家家臣、その後鍋島家家臣となり、佐賀城内居住を命じられ移住する。久家の墓は城跡のすぐ南東にあり、廟（びゅう）と呼ばれている[103]。なお『直茂公譜』によれば、光家の時代には屋敷に多数の忍者を抱え置き、盗み乱妨を容認する代わりに無給としていたという[104]。
- 牟田氏の居館跡 - 若宮の牟田地区にある居館。武蔵国から多数の家臣・従者を引き連れ下向した牟田（有荘）参河守俊治が築いた。現在も「館濠」「ロクジャー（六左衛門）屋敷」「アキサン屋敷」など複数の関連地名が残る[105]。（参考:老松天満宮）
- 惣よん橋 - 若宮の水路に架かる橋。神代勝利に仕えた武士西村惣衛門が架けたと伝わる[106]。

### 指定文化財等
- 牟田寄遺跡出土銅印 - 1点。牟田寄遺跡で出土した古代の印章で、佐賀県内初出土。鋳銅製、高さ43mm、縦・横共34mm、重さ105g、完存。印文は1文字、「勝」とする説、逆字の「粮」とする説もあるが、確定できず。平安時代前半の私印と推定。2012年に佐賀県の重要文化財に指定[107][108]。
- 牟田寄遺跡出土卜骨 - 8点。牟田寄遺跡で出土した古代卜占用具で、佐賀県内初出土。動物の骨を焼き、その焼けひびで吉凶を占う骨卜（こつぼく）に用いるもので、弥生時代後期から古墳時代初頭のものと推定。2012年に佐賀県の重要文化財に指定[107][109]。

### 人物
- 宮崎林三郎（みやざき りんざぶろう、1859 - 1931） - 兵庫村生まれの発明家。農業に従事し兵役の後、商業で財を成すものの、30歳の頃眼病が悪化し失明してしまう。はじめ漁網製造の機械化を試みたものの断念し、農家で手作業により行われていた縄綯い（なわない）の機械化に取り組む。盲人となりながらも8年をかけて製縄機（せいじょうき）を完成させるが、高価なため売れず苦心を続ける。1904年（明治37年）日露戦争により需要が伸び普及を始め、1905年（明治38年）には特許を取得する（宮崎式製縄機）。また、後に莚（むしろ）を編む莚織機や畳を編む畳織機も開発し、帝国発明協会から表彰を受けた[110][111][112]。なお、1911年（明治44年）に帝国農会主催全国農具展覧会に出品され5等賞を受賞した宮崎式人力用製縄機は、農研機構の農機具資料館（埼玉県）に展示されており、他の展示物と併せて「農機具資料館」として2014年に機械遺産に認定されている[113][114]。
- 松本弘二（まつもと こうじ、1895 - 1973） - 東渕生まれの洋画家。旧制佐賀中学中退。画を高木背水、黒田清輝に学び、1921年（大正10年）二科展に初入選。のち二科会会員、理事となる。1970年（昭和45年）「男鹿の夏」で内閣総理大臣賞を受賞。
- 岸川健一（きしかわ けんいち、1888 - 1954） - 東渕生まれの軍人。1911年（明治44年）陸軍士官学校を卒業し歩兵少尉に任官。麻布連隊区司令官、第29旅団長、独立混成第17旅団長などを経て第63師団長として終戦。戦後はシベリアに抑留され、さらに中国に引き渡されたのち、1954年6月10日、撫順戦犯管理所で病死。死後、正四位勲一等旭日大綬章。
- 小野哲一（おの てついち、1895 - 1967） - 若宮生まれの政治家。東京帝国大学法学部政治科を卒業後、横浜正金銀行に入社。海外の支店長、支配人を経て東亜部次長を最後に退職。1951年から佐賀市長を2期務める。1962年の佐賀球場完成の際、「法無乱」と揮毫。これを石板に刻み球場正面に掲げた。「法、無くんば乱れる」と読み、野球人やスポーツマンらに教訓として示したものである。死後、勲五等瑞宝章。

### 行事
- 兵庫の里まつり - 盆踊り・子供みこしを主体とする夏祭りで、兵庫まちづくり協議会が主催。こども会で行われていた夏祭りが発展し、1986年（昭和61年）頃現在の呼称となった[115]。
- 町民体育大会 - 毎年9月末頃開催される[116]。
- 兵庫公民館文化祭、兵庫町民文化際、農業まつり - 同日に近隣の会場で開催される。農業まつりは地元農協主催[117]。
- ひょうたん島公園ひまわりまつり - 8月上旬頃。農家の協力で提供されている1ha余のひまわり畑が黄色に染まる[117]。
- 鬼火たき（ほんげんぎょう） - 青竹や菰などを束ねて立てた櫓を夜明け前に点火、しめ縄、お札やお守りなどを投げ入れて、災難なく1年を過ごせたことに感謝する祭事。古くは各家庭が家の前や堀岸で行っていたが、1980年（昭和55年）から兵庫校区で統一して開催している[118]。
- 四万六千日 - 元来は7月10日で、参詣すると4万6千日間参詣したものに等しい功徳があるとされる。藤木では藤木天満宮、十一面観世音菩薩など大小の寺社を巡るが、子供の夏休みにあたる8月10日に行われ、10余ヶ所で子供にお菓子などが振る舞われる[119]。
- 豆祇園 - 子供の成長を願うとともに災厄除けをする祭事。北修理田（兵庫南4丁目）では、8月第3日曜日に行われる。午前中、小中学生による子供みこしが地区内を練り歩き、一周した後一度解散する。夕方になると公園に再び集まり、悪霊（鬼）が嫌うとされる煮豆が振る舞われる。近年はカラオケ大会などが企画され趣向が凝らされている[120]。

## 公共施設・福祉

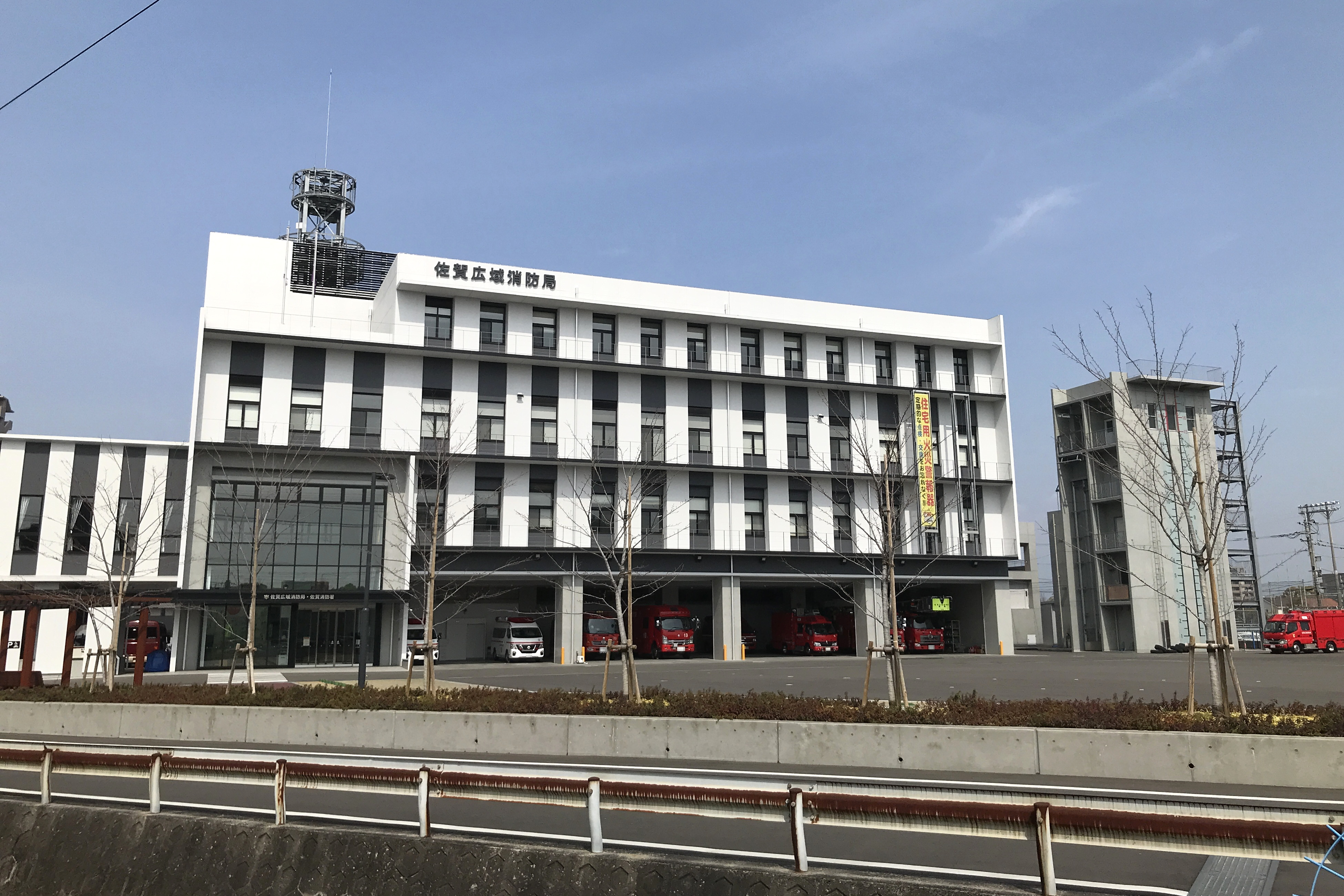
佐賀広域消防局本部・佐賀消防署

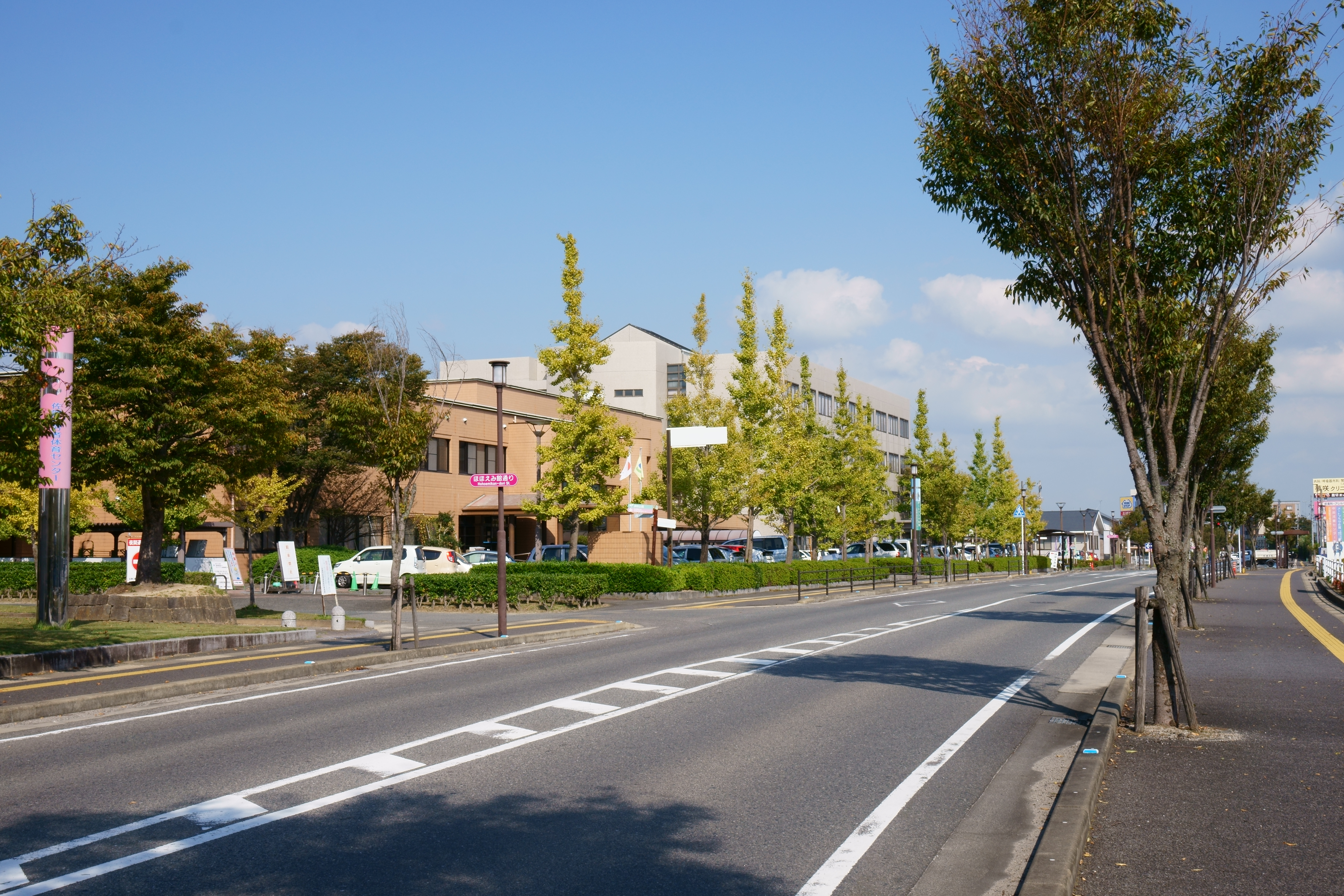
メートプラザ・ほほえみ館とほほえみ館通り

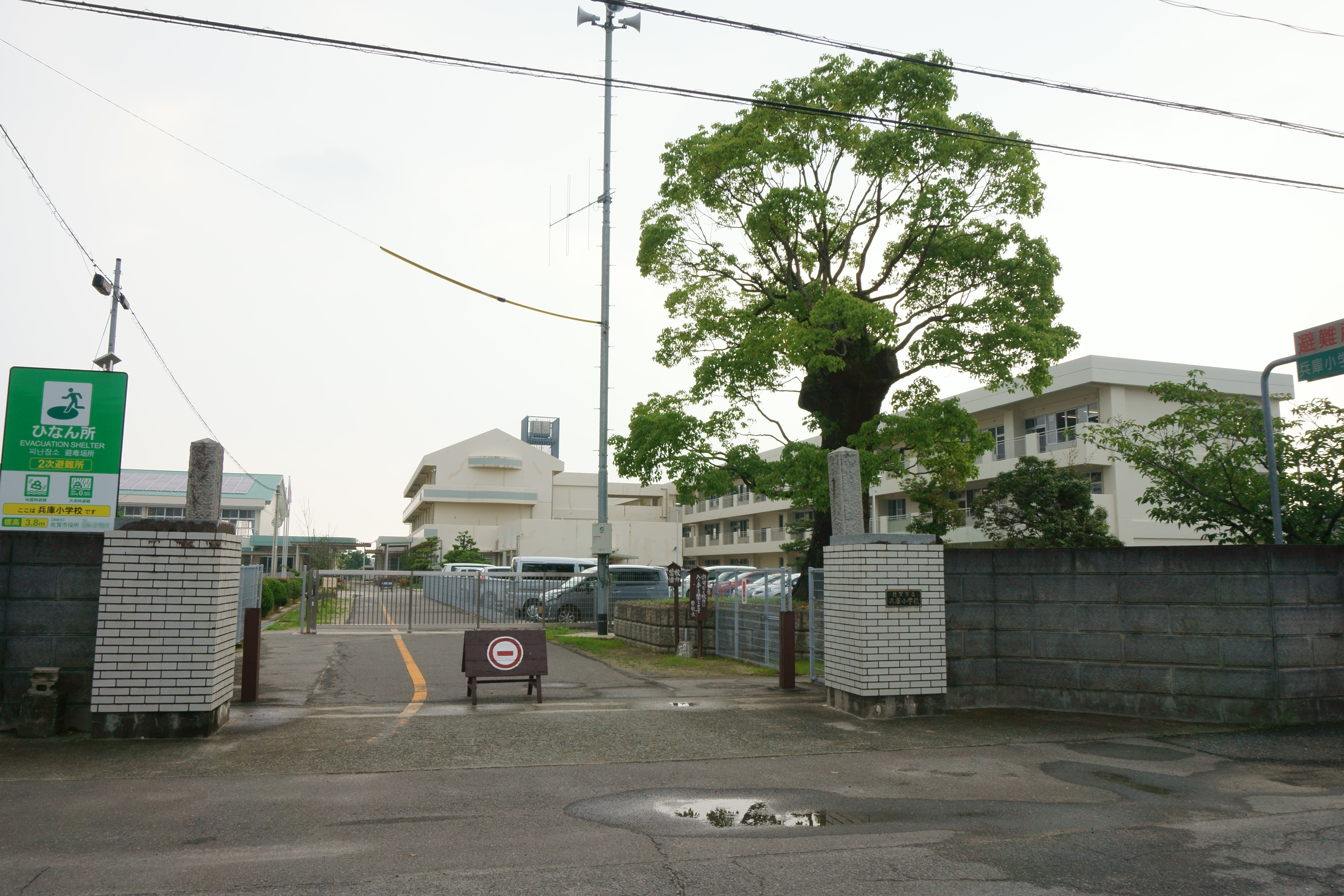
兵庫小学校

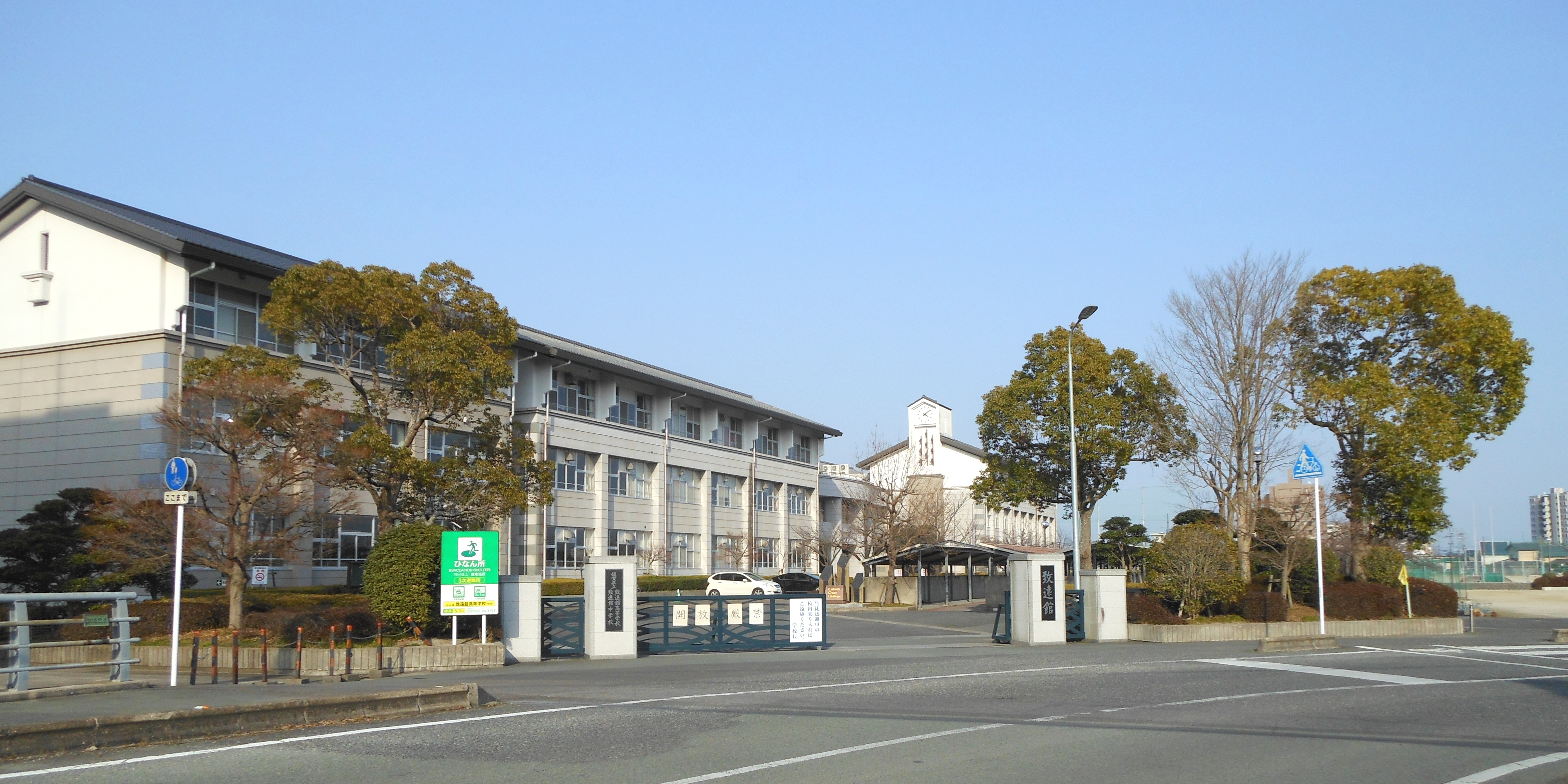
致遠館中学校・高等学校

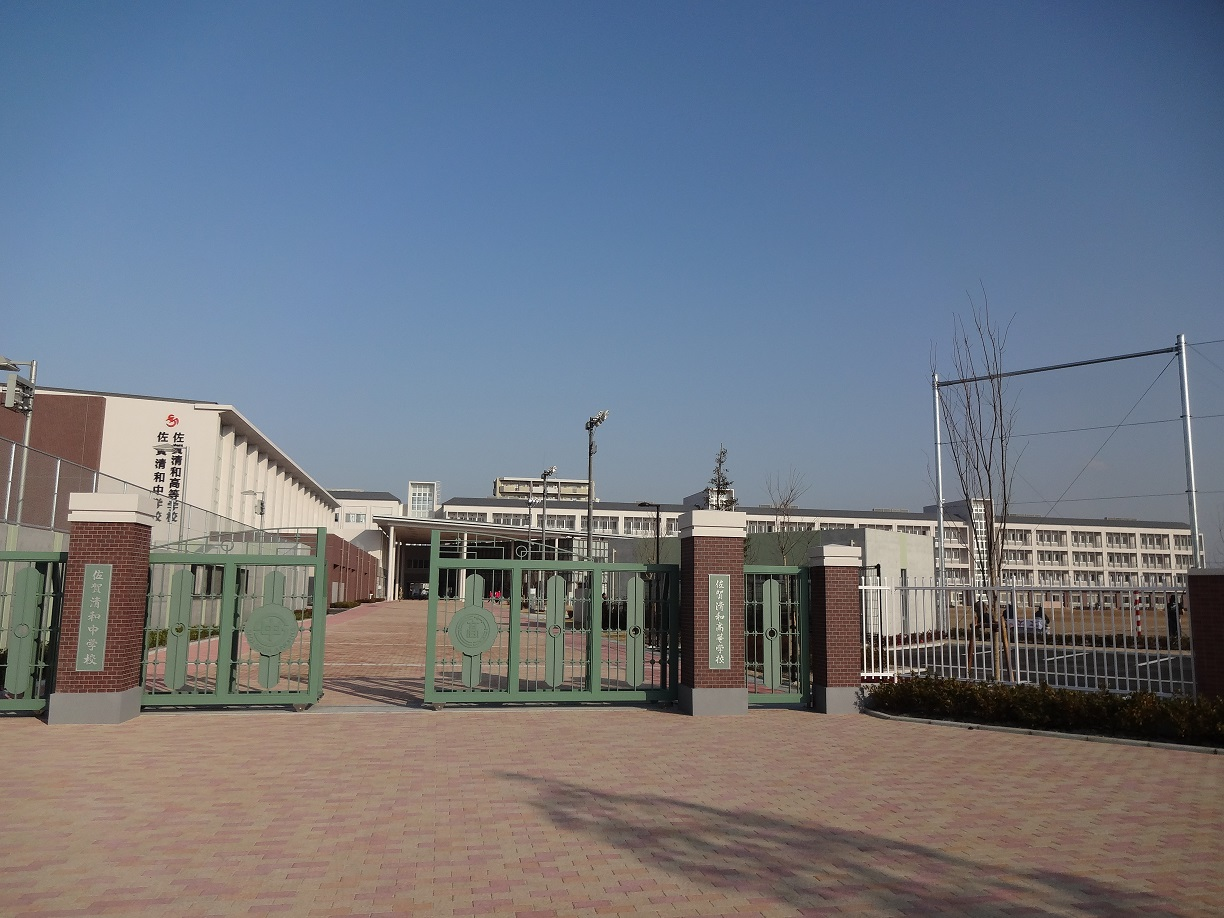
佐賀清和中学校・高等学校

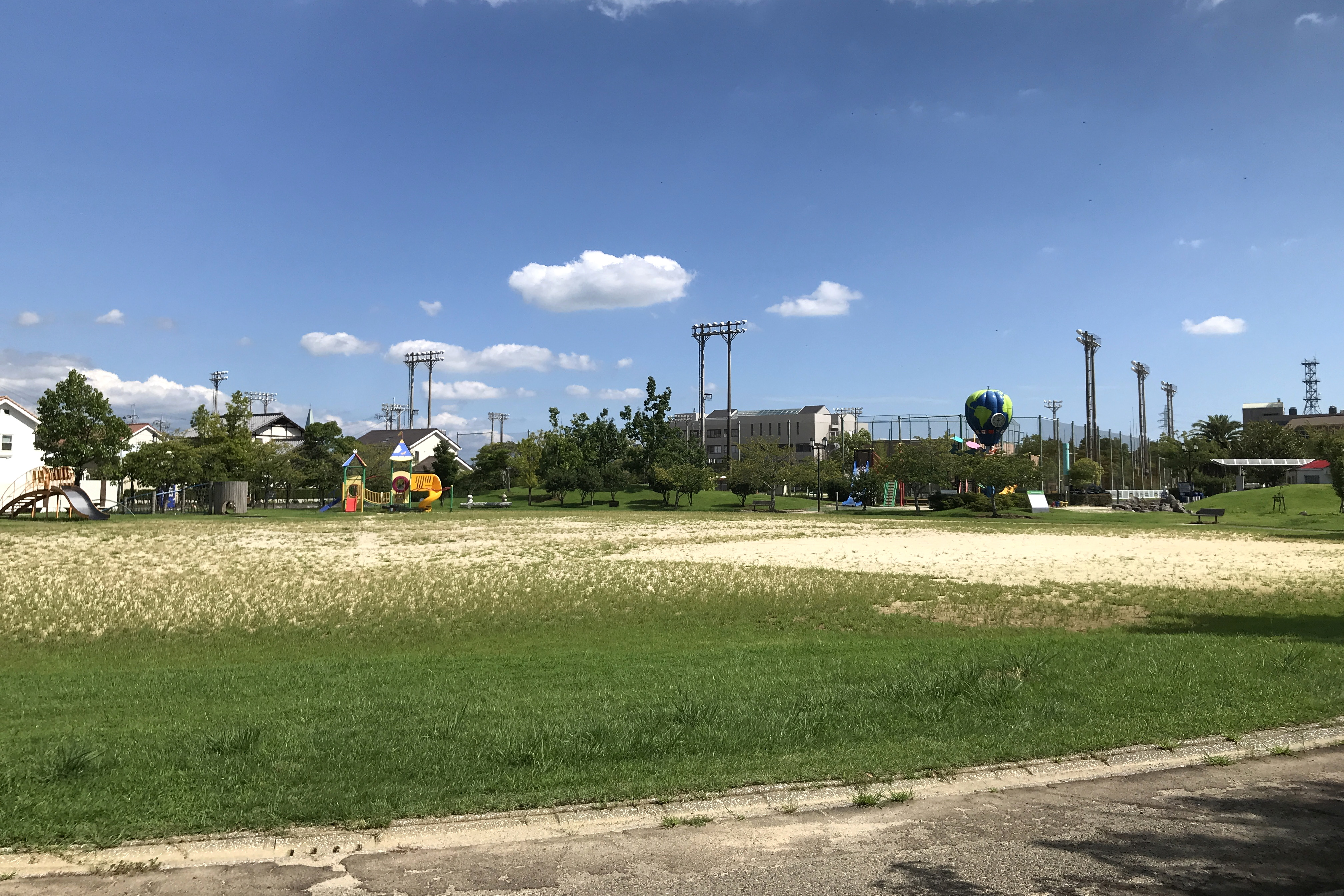
夢咲公園

### 公益施設
- 佐賀市立兵庫公民館 - 渕
- 佐賀広域消防局 本部・佐賀消防署 - 兵庫北3丁目[121]
- 兵庫交番 - 兵庫南3丁目[122]。佐賀北警察署の管内[123]。
- メートプラザ（佐賀勤労者総合福祉センター） - 兵庫北3丁目
- ほほえみ館（佐賀市保健福祉会館） - 兵庫北3丁目
- 佐賀市中央児童センター - 兵庫北3丁目
- 佐賀市立佐賀勤労者体育センター - 兵庫北3丁目
- 佐賀市民運動広場 - 兵庫北3丁目

### 学校・保育

#### 保育所等
保育所
あおぞら保育園（藤木/私立）、さがのゆめ保育園（兵庫北4丁目/小規模保育B型）、さがのゆめ第2保育園（兵庫南2丁目/小規模保育B型）、ちえんかん保育園（兵庫北4丁目/私立）、ニチイキッズ 夢咲保育園（兵庫北2丁目/小規模保育A型）、兵庫保育園（瓦町/私立）、兵庫託児所（兵庫南2丁目/小規模保育B型）（以上2017年時点、五十音順）
認可外保育施設
キッズハウスこうせい（瓦町）、託児所KOKORO（兵庫北2丁目）（以上2017年時点、五十音順）
幼稚園
エミール幼稚園（渕/私立）、光生幼稚園（瓦町/私立）、宝正幼稚園（若宮/私立）（以上2017年時点、五十音順）

#### 小・中学校の学区
小学校は、兵庫町・兵庫北・兵庫南の全域が佐賀市立兵庫小学校の校区。なお、隣接する高木瀬東1丁目、駅前中央3丁目、大財北町の各一部も校区に含まれる。中学校は、同じく全域が佐賀市立城東中学校の校区で、近隣の佐賀市立巨勢小学校および佐賀市立循誘小学校の各校区も城東中校区。

#### 小・中学校・高等学校
- 佐賀市立兵庫小学校 - 渕
- 佐賀県立致遠館中学校・高等学校 - 兵庫北4丁目
- 佐賀清和中学校・高等学校 - 兵庫北2丁目

#### 各種学校
- 高齢・障害・求職者雇用支援機構(JEEO) ポリテクセンター佐賀 佐賀職業訓練支援センター - 若宮
- 佐賀県立総合看護学院 - 兵庫南3丁目
- 佐賀県消防学校 - 瓦町
- 佐賀コンピュータ専門学校 - 瓦町

### 公園
- 夢咲公園 - 兵庫北3丁目。広場、遊具、噴水がある。市内で行われる大会にちなみバルーン（熱気球）の形をしたモニュメントは、1日6回演奏するからくり時計[126]。
- ひょうたん島公園 - 渕。圃場整備前のクリークの景観を保存した公園[10]。
- トンボの池公園 - 兵庫北6丁目。広い池を有する。パークゴルフ場「夢の里兵庫」が併設[127]。
- 都市計画により設置された街区公園として、西中野公園、東中野公園、下村公園、土井公園、藤木天満宮公園、藤木中央公園、藤木公園、西中野天満宮公園、ねむのき公園、西中野西公園、西中野橋公園がある[128]。

### その他の公共的施設

#### 主な病院
- 地域医療機能推進機構(JCHO) 佐賀中部病院 - 兵庫南3丁目。1996年4月まで社会保険佐賀病院。1996年5月に多布施から移転。2014年3月まで佐賀社会保険病院。2014年4月に現名称に改称。救急指定病院。病床数約160（2015年時点）[129][130]。
- うえむら病院 - 明治初期に開業、1993年に松原町から移転。1704年（明和元年）に佐賀藩の典医となった上村春庵以降、代々典医を務めた上村家の創始[131]。救急指定病院。

#### 住宅団地
- 兵庫団地（佐賀県営住宅） - 兵庫南3丁目
- 兵庫団地（佐賀市営住宅） - 渕[132]
- 楊柳団地（佐賀市営住宅） - 兵庫南3丁目[132]

#### その他の公共施設
- 九州地方整備局 武雄河川事務所佐賀庁舎 - 兵庫南2丁目
- 兵庫町郵便局 - 兵庫南2丁目。伊賀屋駅近くにあった伊賀屋郵便局が1994年8月に移転・改称した[133]。
- 佐賀東部水道企業団 事務所 - 西渕。佐賀市・神埼市・吉野ヶ里町・基山町・上峰町・みやき町の工業・農業用水と上水道[注 20]を供給する地方公営企業[134]。
- JAさが 佐賀市ゆめさき支所

## 経済・産業

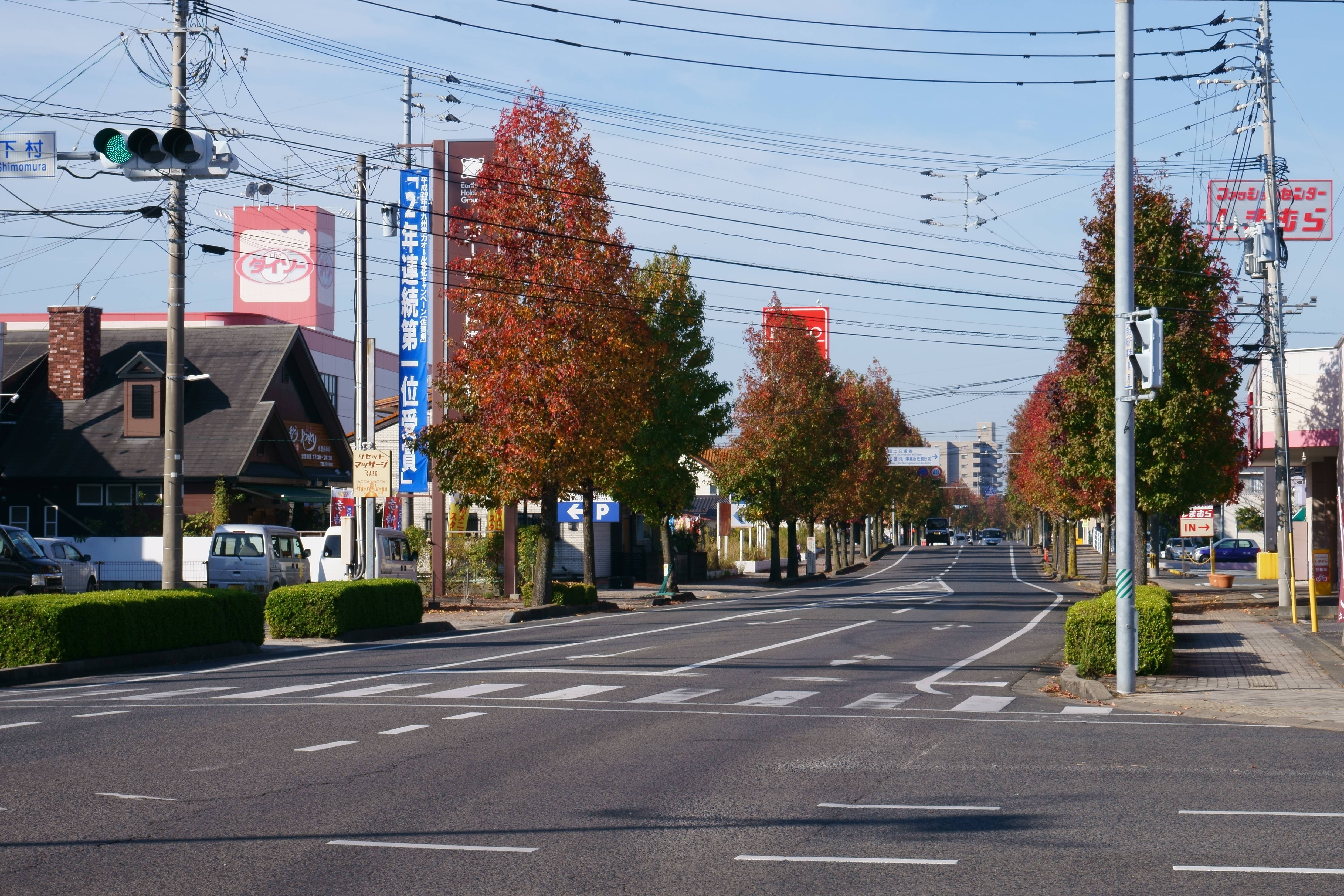
兵庫南の市道（大財修理田線）沿いの商業地

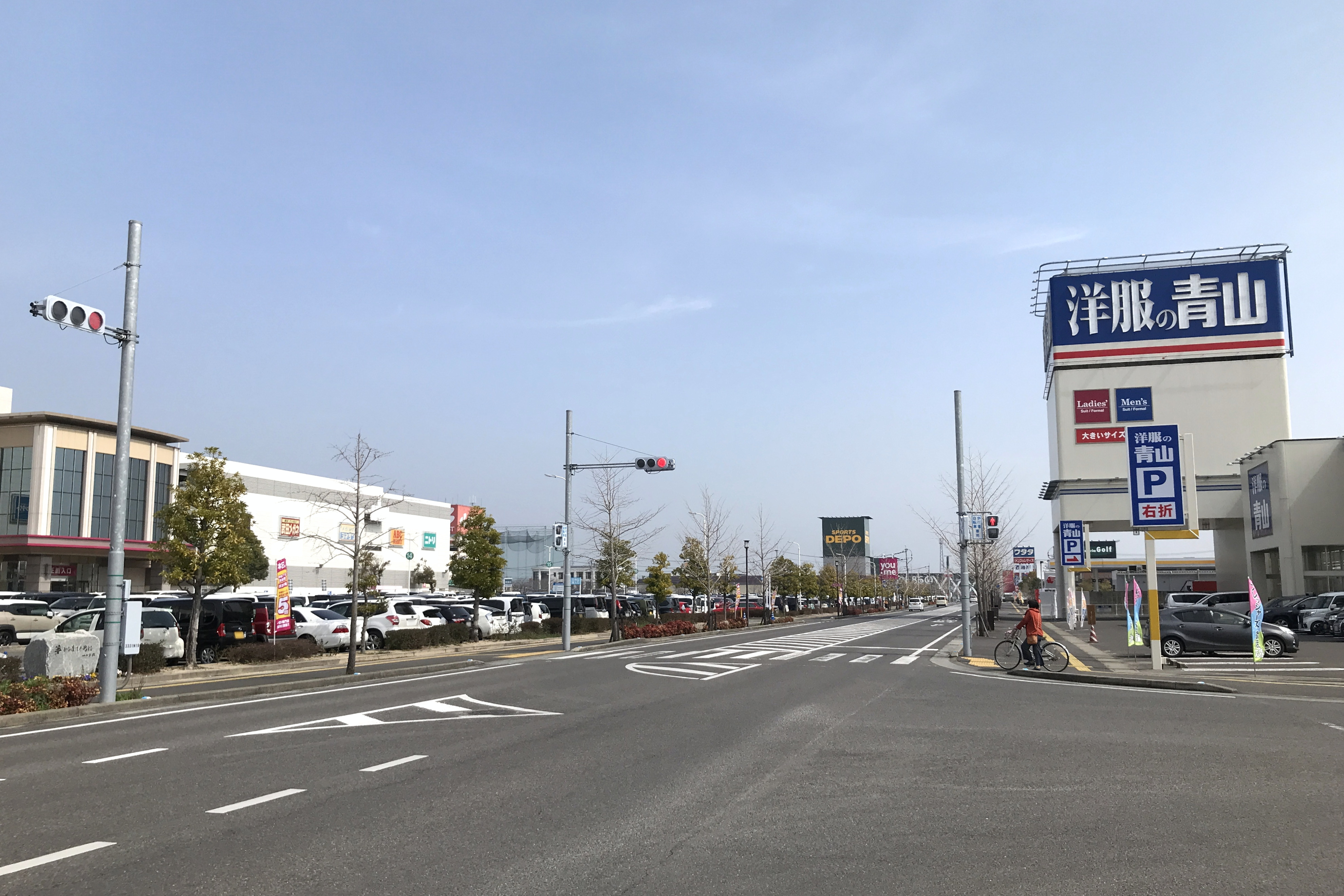
兵庫北のゆめタウン通り

### 産業構成
旧来農村地帯である大字の地域は農業従事者が多いが、人口流入により、町全体としては市平均よりも第一次産業従事者の割合が低くなった。一方、新興住宅地である兵庫南・兵庫北の住民は第三次産業従事者が多く、町全体としても市平均より4ポイントほど高くなった（いずれも2015年時点）。
| 地区名         | 第一次産業 | 第二次産業 | 第三次産業 |
| 大字の地域     | 7.5%       | 18.2%      | 74.3%      |
| 兵庫南・兵庫北 | 1.2%       | 16.6%      | 82.2%      |
| 兵庫町         | 2.9%       | 17.1%      | 80.1%      |
| 佐賀市         | 5.8%       | 18.4%      | 75.9%      |

また兵庫町に所在する事業所や従業者（兵庫町の事業所に勤める者）を産業別比率で見ると、特に卸売・小売業、情報通信業、生活関連サービス業・娯楽業、医療・福祉、電気・ガス業で、佐賀市の平均より高い（2014年時点）。

### 主な商業施設・事業所

#### 商業施設
- ゆめタウン佐賀 - 兵庫北5丁目
  - ベスト電器、ニトリ、紀伊国屋書店、トイザらス、スーパースポーツゼビオ、ザ・ダイソー、UNIQLO、無印良品、LOFT、アカチャンホンポなど
- エディオン佐賀本店
- ヤマダ電機テックランド佐賀本店
- スポーツDEPO佐賀店
- ダイレックス兵庫店
- ドラッグストアモリ兵庫店
- ディスカウント ドラッグコスモス佐賀兵庫店
- アルタゆめ咲きいちば
- ザ・ダイソー佐賀兵庫南店
- 洋服の青山佐賀本店
- ファッションセンターしまむら兵庫町店、バースデイ兵庫町店
- 西松屋佐賀店
- TSUTAYA兵庫町店
- ゲオ佐賀兵庫店

#### サービス業
結婚式場
アルカディアSAGA、アクアデヴュー佐賀スィートテラス、アイランドヒルズ迎賓館
葬儀場
北佐賀草苑、夢咲メモリードホール
レジャー・アミューズメント
FACE850佐賀、ラウンドワンスタジアム佐賀店、佐賀ぽかぽか温泉

#### 金融機関
- 佐賀銀行兵庫支店
- 佐賀共栄銀行兵庫支店
- 朝銀西信用組合佐賀支店

#### 事業所本社・拠点
- 佐賀ガス - 西渕、都市ガス供給業
- 佐賀電算センター - 藤木、情報通信業
- 誠文堂印刷 - 出版業
- 福博印刷 - 出版業
- 有明電設 - 建設業
- 佐賀県食糧 - 卸売業